# Gregory Serper
Gregory Serper (en rus: Григорий Юрьевич Серпер); (nascut a Taixkent, RSS de l'Uzbekistan, actualment Uzbekistan, el 14 de setembre de 1969) és un jugador d'escacs que té el títol de Gran Mestre. Va jugar sota bandera soviètica, posteriorment uzbeka, i finalment estatunidenca.
Tot i que està inactiu des d'abril de 2008, a la llista d'Elo de la FIDE de l'octubre de 2015, hi tenia un Elo de 2522 punts, cosa que en feia el jugador número 47 dels Estats Units El seu màxim Elo va ser de 2587 punts, a la llista de gener de 2000 (posició 121 al rànquing mundial).
|  |

## Resultats destacats en competició
Als sis anys, va aprendre del seu pare a jugar als escacs. El 1985, als 16 anys, va començar a estudiar a la famosa Escola d'Escacs Botvinnik-Kaspàrov de Moscou. Es va proclamar Campió d'Europa juvenil el 1988/89 a Arnhem.
El 1992, com a membre de l'equip de l'Uzbekistan, en Serper va guanyar la medalla d'argent a la 30a Olimpíada d'escacs.
El gener de 1996 va anar a viure amb la seva família als Estats Units. El 1999, en Serper va guanyar el World Open després d'empatar un playoff tipus Armageddon en una partida amb negres contra Borís Gulko, que havia estat un dels nou jugadors que havien empatat amb en Serper al primer lloc al torneig principal. El mateix any, va arribar a les finals del Campionat dels Estats Units derrotant l'Alex Yermolinsky a les semifinals, però perdé la final contra en Gulko.

## Partida destacada
|   | a | b | c | d | e | f | g | h |   |
| 8 | a8 negres torre · c8 negres alfil · e8 negres rei · f8 negres cavall · h8 negres torre · c7 negres dama · f7 negres peó · g7 negres alfil · a6 negres peó · c6 negres peó · g6 negres peó · c5 blanques peó · d5 blanques cavall · e5 negres peó · h5 negres cavall · a4 blanques peó · b4 negres peó · e4 blanques peó · h4 negres peó · e3 blanques alfil · f3 blanques peó · b2 blanques peó · d2 blanques dama · e2 blanques alfil · f2 blanques cavall · g2 blanques peó · h2 blanques peó · a1 blanques torre · f1 blanques torre · g1 blanques rei | a8 negres torre · c8 negres alfil · e8 negres rei · f8 negres cavall · h8 negres torre · c7 negres dama · f7 negres peó · g7 negres alfil · a6 negres peó · c6 negres peó · g6 negres peó · c5 blanques peó · d5 blanques cavall · e5 negres peó · h5 negres cavall · a4 blanques peó · b4 negres peó · e4 blanques peó · h4 negres peó · e3 blanques alfil · f3 blanques peó · b2 blanques peó · d2 blanques dama · e2 blanques alfil · f2 blanques cavall · g2 blanques peó · h2 blanques peó · a1 blanques torre · f1 blanques torre · g1 blanques rei | a8 negres torre · c8 negres alfil · e8 negres rei · f8 negres cavall · h8 negres torre · c7 negres dama · f7 negres peó · g7 negres alfil · a6 negres peó · c6 negres peó · g6 negres peó · c5 blanques peó · d5 blanques cavall · e5 negres peó · h5 negres cavall · a4 blanques peó · b4 negres peó · e4 blanques peó · h4 negres peó · e3 blanques alfil · f3 blanques peó · b2 blanques peó · d2 blanques dama · e2 blanques alfil · f2 blanques cavall · g2 blanques peó · h2 blanques peó · a1 blanques torre · f1 blanques torre · g1 blanques rei | a8 negres torre · c8 negres alfil · e8 negres rei · f8 negres cavall · h8 negres torre · c7 negres dama · f7 negres peó · g7 negres alfil · a6 negres peó · c6 negres peó · g6 negres peó · c5 blanques peó · d5 blanques cavall · e5 negres peó · h5 negres cavall · a4 blanques peó · b4 negres peó · e4 blanques peó · h4 negres peó · e3 blanques alfil · f3 blanques peó · b2 blanques peó · d2 blanques dama · e2 blanques alfil · f2 blanques cavall · g2 blanques peó · h2 blanques peó · a1 blanques torre · f1 blanques torre · g1 blanques rei | a8 negres torre · c8 negres alfil · e8 negres rei · f8 negres cavall · h8 negres torre · c7 negres dama · f7 negres peó · g7 negres alfil · a6 negres peó · c6 negres peó · g6 negres peó · c5 blanques peó · d5 blanques cavall · e5 negres peó · h5 negres cavall · a4 blanques peó · b4 negres peó · e4 blanques peó · h4 negres peó · e3 blanques alfil · f3 blanques peó · b2 blanques peó · d2 blanques dama · e2 blanques alfil · f2 blanques cavall · g2 blanques peó · h2 blanques peó · a1 blanques torre · f1 blanques torre · g1 blanques rei | a8 negres torre · c8 negres alfil · e8 negres rei · f8 negres cavall · h8 negres torre · c7 negres dama · f7 negres peó · g7 negres alfil · a6 negres peó · c6 negres peó · g6 negres peó · c5 blanques peó · d5 blanques cavall · e5 negres peó · h5 negres cavall · a4 blanques peó · b4 negres peó · e4 blanques peó · h4 negres peó · e3 blanques alfil · f3 blanques peó · b2 blanques peó · d2 blanques dama · e2 blanques alfil · f2 blanques cavall · g2 blanques peó · h2 blanques peó · a1 blanques torre · f1 blanques torre · g1 blanques rei | a8 negres torre · c8 negres alfil · e8 negres rei · f8 negres cavall · h8 negres torre · c7 negres dama · f7 negres peó · g7 negres alfil · a6 negres peó · c6 negres peó · g6 negres peó · c5 blanques peó · d5 blanques cavall · e5 negres peó · h5 negres cavall · a4 blanques peó · b4 negres peó · e4 blanques peó · h4 negres peó · e3 blanques alfil · f3 blanques peó · b2 blanques peó · d2 blanques dama · e2 blanques alfil · f2 blanques cavall · g2 blanques peó · h2 blanques peó · a1 blanques torre · f1 blanques torre · g1 blanques rei | a8 negres torre · c8 negres alfil · e8 negres rei · f8 negres cavall · h8 negres torre · c7 negres dama · f7 negres peó · g7 negres alfil · a6 negres peó · c6 negres peó · g6 negres peó · c5 blanques peó · d5 blanques cavall · e5 negres peó · h5 negres cavall · a4 blanques peó · b4 negres peó · e4 blanques peó · h4 negres peó · e3 blanques alfil · f3 blanques peó · b2 blanques peó · d2 blanques dama · e2 blanques alfil · f2 blanques cavall · g2 blanques peó · h2 blanques peó · a1 blanques torre · f1 blanques torre · g1 blanques rei | 8 |
| 7 | a8 negres torre · c8 negres alfil · e8 negres rei · f8 negres cavall · h8 negres torre · c7 negres dama · f7 negres peó · g7 negres alfil · a6 negres peó · c6 negres peó · g6 negres peó · c5 blanques peó · d5 blanques cavall · e5 negres peó · h5 negres cavall · a4 blanques peó · b4 negres peó · e4 blanques peó · h4 negres peó · e3 blanques alfil · f3 blanques peó · b2 blanques peó · d2 blanques dama · e2 blanques alfil · f2 blanques cavall · g2 blanques peó · h2 blanques peó · a1 blanques torre · f1 blanques torre · g1 blanques rei | a8 negres torre · c8 negres alfil · e8 negres rei · f8 negres cavall · h8 negres torre · c7 negres dama · f7 negres peó · g7 negres alfil · a6 negres peó · c6 negres peó · g6 negres peó · c5 blanques peó · d5 blanques cavall · e5 negres peó · h5 negres cavall · a4 blanques peó · b4 negres peó · e4 blanques peó · h4 negres peó · e3 blanques alfil · f3 blanques peó · b2 blanques peó · d2 blanques dama · e2 blanques alfil · f2 blanques cavall · g2 blanques peó · h2 blanques peó · a1 blanques torre · f1 blanques torre · g1 blanques rei | a8 negres torre · c8 negres alfil · e8 negres rei · f8 negres cavall · h8 negres torre · c7 negres dama · f7 negres peó · g7 negres alfil · a6 negres peó · c6 negres peó · g6 negres peó · c5 blanques peó · d5 blanques cavall · e5 negres peó · h5 negres cavall · a4 blanques peó · b4 negres peó · e4 blanques peó · h4 negres peó · e3 blanques alfil · f3 blanques peó · b2 blanques peó · d2 blanques dama · e2 blanques alfil · f2 blanques cavall · g2 blanques peó · h2 blanques peó · a1 blanques torre · f1 blanques torre · g1 blanques rei | a8 negres torre · c8 negres alfil · e8 negres rei · f8 negres cavall · h8 negres torre · c7 negres dama · f7 negres peó · g7 negres alfil · a6 negres peó · c6 negres peó · g6 negres peó · c5 blanques peó · d5 blanques cavall · e5 negres peó · h5 negres cavall · a4 blanques peó · b4 negres peó · e4 blanques peó · h4 negres peó · e3 blanques alfil · f3 blanques peó · b2 blanques peó · d2 blanques dama · e2 blanques alfil · f2 blanques cavall · g2 blanques peó · h2 blanques peó · a1 blanques torre · f1 blanques torre · g1 blanques rei | a8 negres torre · c8 negres alfil · e8 negres rei · f8 negres cavall · h8 negres torre · c7 negres dama · f7 negres peó · g7 negres alfil · a6 negres peó · c6 negres peó · g6 negres peó · c5 blanques peó · d5 blanques cavall · e5 negres peó · h5 negres cavall · a4 blanques peó · b4 negres peó · e4 blanques peó · h4 negres peó · e3 blanques alfil · f3 blanques peó · b2 blanques peó · d2 blanques dama · e2 blanques alfil · f2 blanques cavall · g2 blanques peó · h2 blanques peó · a1 blanques torre · f1 blanques torre · g1 blanques rei | a8 negres torre · c8 negres alfil · e8 negres rei · f8 negres cavall · h8 negres torre · c7 negres dama · f7 negres peó · g7 negres alfil · a6 negres peó · c6 negres peó · g6 negres peó · c5 blanques peó · d5 blanques cavall · e5 negres peó · h5 negres cavall · a4 blanques peó · b4 negres peó · e4 blanques peó · h4 negres peó · e3 blanques alfil · f3 blanques peó · b2 blanques peó · d2 blanques dama · e2 blanques alfil · f2 blanques cavall · g2 blanques peó · h2 blanques peó · a1 blanques torre · f1 blanques torre · g1 blanques rei | a8 negres torre · c8 negres alfil · e8 negres rei · f8 negres cavall · h8 negres torre · c7 negres dama · f7 negres peó · g7 negres alfil · a6 negres peó · c6 negres peó · g6 negres peó · c5 blanques peó · d5 blanques cavall · e5 negres peó · h5 negres cavall · a4 blanques peó · b4 negres peó · e4 blanques peó · h4 negres peó · e3 blanques alfil · f3 blanques peó · b2 blanques peó · d2 blanques dama · e2 blanques alfil · f2 blanques cavall · g2 blanques peó · h2 blanques peó · a1 blanques torre · f1 blanques torre · g1 blanques rei | a8 negres torre · c8 negres alfil · e8 negres rei · f8 negres cavall · h8 negres torre · c7 negres dama · f7 negres peó · g7 negres alfil · a6 negres peó · c6 negres peó · g6 negres peó · c5 blanques peó · d5 blanques cavall · e5 negres peó · h5 negres cavall · a4 blanques peó · b4 negres peó · e4 blanques peó · h4 negres peó · e3 blanques alfil · f3 blanques peó · b2 blanques peó · d2 blanques dama · e2 blanques alfil · f2 blanques cavall · g2 blanques peó · h2 blanques peó · a1 blanques torre · f1 blanques torre · g1 blanques rei | 7 |
| 6 | a8 negres torre · c8 negres alfil · e8 negres rei · f8 negres cavall · h8 negres torre · c7 negres dama · f7 negres peó · g7 negres alfil · a6 negres peó · c6 negres peó · g6 negres peó · c5 blanques peó · d5 blanques cavall · e5 negres peó · h5 negres cavall · a4 blanques peó · b4 negres peó · e4 blanques peó · h4 negres peó · e3 blanques alfil · f3 blanques peó · b2 blanques peó · d2 blanques dama · e2 blanques alfil · f2 blanques cavall · g2 blanques peó · h2 blanques peó · a1 blanques torre · f1 blanques torre · g1 blanques rei | a8 negres torre · c8 negres alfil · e8 negres rei · f8 negres cavall · h8 negres torre · c7 negres dama · f7 negres peó · g7 negres alfil · a6 negres peó · c6 negres peó · g6 negres peó · c5 blanques peó · d5 blanques cavall · e5 negres peó · h5 negres cavall · a4 blanques peó · b4 negres peó · e4 blanques peó · h4 negres peó · e3 blanques alfil · f3 blanques peó · b2 blanques peó · d2 blanques dama · e2 blanques alfil · f2 blanques cavall · g2 blanques peó · h2 blanques peó · a1 blanques torre · f1 blanques torre · g1 blanques rei | a8 negres torre · c8 negres alfil · e8 negres rei · f8 negres cavall · h8 negres torre · c7 negres dama · f7 negres peó · g7 negres alfil · a6 negres peó · c6 negres peó · g6 negres peó · c5 blanques peó · d5 blanques cavall · e5 negres peó · h5 negres cavall · a4 blanques peó · b4 negres peó · e4 blanques peó · h4 negres peó · e3 blanques alfil · f3 blanques peó · b2 blanques peó · d2 blanques dama · e2 blanques alfil · f2 blanques cavall · g2 blanques peó · h2 blanques peó · a1 blanques torre · f1 blanques torre · g1 blanques rei | a8 negres torre · c8 negres alfil · e8 negres rei · f8 negres cavall · h8 negres torre · c7 negres dama · f7 negres peó · g7 negres alfil · a6 negres peó · c6 negres peó · g6 negres peó · c5 blanques peó · d5 blanques cavall · e5 negres peó · h5 negres cavall · a4 blanques peó · b4 negres peó · e4 blanques peó · h4 negres peó · e3 blanques alfil · f3 blanques peó · b2 blanques peó · d2 blanques dama · e2 blanques alfil · f2 blanques cavall · g2 blanques peó · h2 blanques peó · a1 blanques torre · f1 blanques torre · g1 blanques rei | a8 negres torre · c8 negres alfil · e8 negres rei · f8 negres cavall · h8 negres torre · c7 negres dama · f7 negres peó · g7 negres alfil · a6 negres peó · c6 negres peó · g6 negres peó · c5 blanques peó · d5 blanques cavall · e5 negres peó · h5 negres cavall · a4 blanques peó · b4 negres peó · e4 blanques peó · h4 negres peó · e3 blanques alfil · f3 blanques peó · b2 blanques peó · d2 blanques dama · e2 blanques alfil · f2 blanques cavall · g2 blanques peó · h2 blanques peó · a1 blanques torre · f1 blanques torre · g1 blanques rei | a8 negres torre · c8 negres alfil · e8 negres rei · f8 negres cavall · h8 negres torre · c7 negres dama · f7 negres peó · g7 negres alfil · a6 negres peó · c6 negres peó · g6 negres peó · c5 blanques peó · d5 blanques cavall · e5 negres peó · h5 negres cavall · a4 blanques peó · b4 negres peó · e4 blanques peó · h4 negres peó · e3 blanques alfil · f3 blanques peó · b2 blanques peó · d2 blanques dama · e2 blanques alfil · f2 blanques cavall · g2 blanques peó · h2 blanques peó · a1 blanques torre · f1 blanques torre · g1 blanques rei | a8 negres torre · c8 negres alfil · e8 negres rei · f8 negres cavall · h8 negres torre · c7 negres dama · f7 negres peó · g7 negres alfil · a6 negres peó · c6 negres peó · g6 negres peó · c5 blanques peó · d5 blanques cavall · e5 negres peó · h5 negres cavall · a4 blanques peó · b4 negres peó · e4 blanques peó · h4 negres peó · e3 blanques alfil · f3 blanques peó · b2 blanques peó · d2 blanques dama · e2 blanques alfil · f2 blanques cavall · g2 blanques peó · h2 blanques peó · a1 blanques torre · f1 blanques torre · g1 blanques rei | a8 negres torre · c8 negres alfil · e8 negres rei · f8 negres cavall · h8 negres torre · c7 negres dama · f7 negres peó · g7 negres alfil · a6 negres peó · c6 negres peó · g6 negres peó · c5 blanques peó · d5 blanques cavall · e5 negres peó · h5 negres cavall · a4 blanques peó · b4 negres peó · e4 blanques peó · h4 negres peó · e3 blanques alfil · f3 blanques peó · b2 blanques peó · d2 blanques dama · e2 blanques alfil · f2 blanques cavall · g2 blanques peó · h2 blanques peó · a1 blanques torre · f1 blanques torre · g1 blanques rei | 6 |
| 5 | a8 negres torre · c8 negres alfil · e8 negres rei · f8 negres cavall · h8 negres torre · c7 negres dama · f7 negres peó · g7 negres alfil · a6 negres peó · c6 negres peó · g6 negres peó · c5 blanques peó · d5 blanques cavall · e5 negres peó · h5 negres cavall · a4 blanques peó · b4 negres peó · e4 blanques peó · h4 negres peó · e3 blanques alfil · f3 blanques peó · b2 blanques peó · d2 blanques dama · e2 blanques alfil · f2 blanques cavall · g2 blanques peó · h2 blanques peó · a1 blanques torre · f1 blanques torre · g1 blanques rei | a8 negres torre · c8 negres alfil · e8 negres rei · f8 negres cavall · h8 negres torre · c7 negres dama · f7 negres peó · g7 negres alfil · a6 negres peó · c6 negres peó · g6 negres peó · c5 blanques peó · d5 blanques cavall · e5 negres peó · h5 negres cavall · a4 blanques peó · b4 negres peó · e4 blanques peó · h4 negres peó · e3 blanques alfil · f3 blanques peó · b2 blanques peó · d2 blanques dama · e2 blanques alfil · f2 blanques cavall · g2 blanques peó · h2 blanques peó · a1 blanques torre · f1 blanques torre · g1 blanques rei | a8 negres torre · c8 negres alfil · e8 negres rei · f8 negres cavall · h8 negres torre · c7 negres dama · f7 negres peó · g7 negres alfil · a6 negres peó · c6 negres peó · g6 negres peó · c5 blanques peó · d5 blanques cavall · e5 negres peó · h5 negres cavall · a4 blanques peó · b4 negres peó · e4 blanques peó · h4 negres peó · e3 blanques alfil · f3 blanques peó · b2 blanques peó · d2 blanques dama · e2 blanques alfil · f2 blanques cavall · g2 blanques peó · h2 blanques peó · a1 blanques torre · f1 blanques torre · g1 blanques rei | a8 negres torre · c8 negres alfil · e8 negres rei · f8 negres cavall · h8 negres torre · c7 negres dama · f7 negres peó · g7 negres alfil · a6 negres peó · c6 negres peó · g6 negres peó · c5 blanques peó · d5 blanques cavall · e5 negres peó · h5 negres cavall · a4 blanques peó · b4 negres peó · e4 blanques peó · h4 negres peó · e3 blanques alfil · f3 blanques peó · b2 blanques peó · d2 blanques dama · e2 blanques alfil · f2 blanques cavall · g2 blanques peó · h2 blanques peó · a1 blanques torre · f1 blanques torre · g1 blanques rei | a8 negres torre · c8 negres alfil · e8 negres rei · f8 negres cavall · h8 negres torre · c7 negres dama · f7 negres peó · g7 negres alfil · a6 negres peó · c6 negres peó · g6 negres peó · c5 blanques peó · d5 blanques cavall · e5 negres peó · h5 negres cavall · a4 blanques peó · b4 negres peó · e4 blanques peó · h4 negres peó · e3 blanques alfil · f3 blanques peó · b2 blanques peó · d2 blanques dama · e2 blanques alfil · f2 blanques cavall · g2 blanques peó · h2 blanques peó · a1 blanques torre · f1 blanques torre · g1 blanques rei | a8 negres torre · c8 negres alfil · e8 negres rei · f8 negres cavall · h8 negres torre · c7 negres dama · f7 negres peó · g7 negres alfil · a6 negres peó · c6 negres peó · g6 negres peó · c5 blanques peó · d5 blanques cavall · e5 negres peó · h5 negres cavall · a4 blanques peó · b4 negres peó · e4 blanques peó · h4 negres peó · e3 blanques alfil · f3 blanques peó · b2 blanques peó · d2 blanques dama · e2 blanques alfil · f2 blanques cavall · g2 blanques peó · h2 blanques peó · a1 blanques torre · f1 blanques torre · g1 blanques rei | a8 negres torre · c8 negres alfil · e8 negres rei · f8 negres cavall · h8 negres torre · c7 negres dama · f7 negres peó · g7 negres alfil · a6 negres peó · c6 negres peó · g6 negres peó · c5 blanques peó · d5 blanques cavall · e5 negres peó · h5 negres cavall · a4 blanques peó · b4 negres peó · e4 blanques peó · h4 negres peó · e3 blanques alfil · f3 blanques peó · b2 blanques peó · d2 blanques dama · e2 blanques alfil · f2 blanques cavall · g2 blanques peó · h2 blanques peó · a1 blanques torre · f1 blanques torre · g1 blanques rei | a8 negres torre · c8 negres alfil · e8 negres rei · f8 negres cavall · h8 negres torre · c7 negres dama · f7 negres peó · g7 negres alfil · a6 negres peó · c6 negres peó · g6 negres peó · c5 blanques peó · d5 blanques cavall · e5 negres peó · h5 negres cavall · a4 blanques peó · b4 negres peó · e4 blanques peó · h4 negres peó · e3 blanques alfil · f3 blanques peó · b2 blanques peó · d2 blanques dama · e2 blanques alfil · f2 blanques cavall · g2 blanques peó · h2 blanques peó · a1 blanques torre · f1 blanques torre · g1 blanques rei | 5 |
| 4 | a8 negres torre · c8 negres alfil · e8 negres rei · f8 negres cavall · h8 negres torre · c7 negres dama · f7 negres peó · g7 negres alfil · a6 negres peó · c6 negres peó · g6 negres peó · c5 blanques peó · d5 blanques cavall · e5 negres peó · h5 negres cavall · a4 blanques peó · b4 negres peó · e4 blanques peó · h4 negres peó · e3 blanques alfil · f3 blanques peó · b2 blanques peó · d2 blanques dama · e2 blanques alfil · f2 blanques cavall · g2 blanques peó · h2 blanques peó · a1 blanques torre · f1 blanques torre · g1 blanques rei | a8 negres torre · c8 negres alfil · e8 negres rei · f8 negres cavall · h8 negres torre · c7 negres dama · f7 negres peó · g7 negres alfil · a6 negres peó · c6 negres peó · g6 negres peó · c5 blanques peó · d5 blanques cavall · e5 negres peó · h5 negres cavall · a4 blanques peó · b4 negres peó · e4 blanques peó · h4 negres peó · e3 blanques alfil · f3 blanques peó · b2 blanques peó · d2 blanques dama · e2 blanques alfil · f2 blanques cavall · g2 blanques peó · h2 blanques peó · a1 blanques torre · f1 blanques torre · g1 blanques rei | a8 negres torre · c8 negres alfil · e8 negres rei · f8 negres cavall · h8 negres torre · c7 negres dama · f7 negres peó · g7 negres alfil · a6 negres peó · c6 negres peó · g6 negres peó · c5 blanques peó · d5 blanques cavall · e5 negres peó · h5 negres cavall · a4 blanques peó · b4 negres peó · e4 blanques peó · h4 negres peó · e3 blanques alfil · f3 blanques peó · b2 blanques peó · d2 blanques dama · e2 blanques alfil · f2 blanques cavall · g2 blanques peó · h2 blanques peó · a1 blanques torre · f1 blanques torre · g1 blanques rei | a8 negres torre · c8 negres alfil · e8 negres rei · f8 negres cavall · h8 negres torre · c7 negres dama · f7 negres peó · g7 negres alfil · a6 negres peó · c6 negres peó · g6 negres peó · c5 blanques peó · d5 blanques cavall · e5 negres peó · h5 negres cavall · a4 blanques peó · b4 negres peó · e4 blanques peó · h4 negres peó · e3 blanques alfil · f3 blanques peó · b2 blanques peó · d2 blanques dama · e2 blanques alfil · f2 blanques cavall · g2 blanques peó · h2 blanques peó · a1 blanques torre · f1 blanques torre · g1 blanques rei | a8 negres torre · c8 negres alfil · e8 negres rei · f8 negres cavall · h8 negres torre · c7 negres dama · f7 negres peó · g7 negres alfil · a6 negres peó · c6 negres peó · g6 negres peó · c5 blanques peó · d5 blanques cavall · e5 negres peó · h5 negres cavall · a4 blanques peó · b4 negres peó · e4 blanques peó · h4 negres peó · e3 blanques alfil · f3 blanques peó · b2 blanques peó · d2 blanques dama · e2 blanques alfil · f2 blanques cavall · g2 blanques peó · h2 blanques peó · a1 blanques torre · f1 blanques torre · g1 blanques rei | a8 negres torre · c8 negres alfil · e8 negres rei · f8 negres cavall · h8 negres torre · c7 negres dama · f7 negres peó · g7 negres alfil · a6 negres peó · c6 negres peó · g6 negres peó · c5 blanques peó · d5 blanques cavall · e5 negres peó · h5 negres cavall · a4 blanques peó · b4 negres peó · e4 blanques peó · h4 negres peó · e3 blanques alfil · f3 blanques peó · b2 blanques peó · d2 blanques dama · e2 blanques alfil · f2 blanques cavall · g2 blanques peó · h2 blanques peó · a1 blanques torre · f1 blanques torre · g1 blanques rei | a8 negres torre · c8 negres alfil · e8 negres rei · f8 negres cavall · h8 negres torre · c7 negres dama · f7 negres peó · g7 negres alfil · a6 negres peó · c6 negres peó · g6 negres peó · c5 blanques peó · d5 blanques cavall · e5 negres peó · h5 negres cavall · a4 blanques peó · b4 negres peó · e4 blanques peó · h4 negres peó · e3 blanques alfil · f3 blanques peó · b2 blanques peó · d2 blanques dama · e2 blanques alfil · f2 blanques cavall · g2 blanques peó · h2 blanques peó · a1 blanques torre · f1 blanques torre · g1 blanques rei | a8 negres torre · c8 negres alfil · e8 negres rei · f8 negres cavall · h8 negres torre · c7 negres dama · f7 negres peó · g7 negres alfil · a6 negres peó · c6 negres peó · g6 negres peó · c5 blanques peó · d5 blanques cavall · e5 negres peó · h5 negres cavall · a4 blanques peó · b4 negres peó · e4 blanques peó · h4 negres peó · e3 blanques alfil · f3 blanques peó · b2 blanques peó · d2 blanques dama · e2 blanques alfil · f2 blanques cavall · g2 blanques peó · h2 blanques peó · a1 blanques torre · f1 blanques torre · g1 blanques rei | 4 |
| 3 | a8 negres torre · c8 negres alfil · e8 negres rei · f8 negres cavall · h8 negres torre · c7 negres dama · f7 negres peó · g7 negres alfil · a6 negres peó · c6 negres peó · g6 negres peó · c5 blanques peó · d5 blanques cavall · e5 negres peó · h5 negres cavall · a4 blanques peó · b4 negres peó · e4 blanques peó · h4 negres peó · e3 blanques alfil · f3 blanques peó · b2 blanques peó · d2 blanques dama · e2 blanques alfil · f2 blanques cavall · g2 blanques peó · h2 blanques peó · a1 blanques torre · f1 blanques torre · g1 blanques rei | a8 negres torre · c8 negres alfil · e8 negres rei · f8 negres cavall · h8 negres torre · c7 negres dama · f7 negres peó · g7 negres alfil · a6 negres peó · c6 negres peó · g6 negres peó · c5 blanques peó · d5 blanques cavall · e5 negres peó · h5 negres cavall · a4 blanques peó · b4 negres peó · e4 blanques peó · h4 negres peó · e3 blanques alfil · f3 blanques peó · b2 blanques peó · d2 blanques dama · e2 blanques alfil · f2 blanques cavall · g2 blanques peó · h2 blanques peó · a1 blanques torre · f1 blanques torre · g1 blanques rei | a8 negres torre · c8 negres alfil · e8 negres rei · f8 negres cavall · h8 negres torre · c7 negres dama · f7 negres peó · g7 negres alfil · a6 negres peó · c6 negres peó · g6 negres peó · c5 blanques peó · d5 blanques cavall · e5 negres peó · h5 negres cavall · a4 blanques peó · b4 negres peó · e4 blanques peó · h4 negres peó · e3 blanques alfil · f3 blanques peó · b2 blanques peó · d2 blanques dama · e2 blanques alfil · f2 blanques cavall · g2 blanques peó · h2 blanques peó · a1 blanques torre · f1 blanques torre · g1 blanques rei | a8 negres torre · c8 negres alfil · e8 negres rei · f8 negres cavall · h8 negres torre · c7 negres dama · f7 negres peó · g7 negres alfil · a6 negres peó · c6 negres peó · g6 negres peó · c5 blanques peó · d5 blanques cavall · e5 negres peó · h5 negres cavall · a4 blanques peó · b4 negres peó · e4 blanques peó · h4 negres peó · e3 blanques alfil · f3 blanques peó · b2 blanques peó · d2 blanques dama · e2 blanques alfil · f2 blanques cavall · g2 blanques peó · h2 blanques peó · a1 blanques torre · f1 blanques torre · g1 blanques rei | a8 negres torre · c8 negres alfil · e8 negres rei · f8 negres cavall · h8 negres torre · c7 negres dama · f7 negres peó · g7 negres alfil · a6 negres peó · c6 negres peó · g6 negres peó · c5 blanques peó · d5 blanques cavall · e5 negres peó · h5 negres cavall · a4 blanques peó · b4 negres peó · e4 blanques peó · h4 negres peó · e3 blanques alfil · f3 blanques peó · b2 blanques peó · d2 blanques dama · e2 blanques alfil · f2 blanques cavall · g2 blanques peó · h2 blanques peó · a1 blanques torre · f1 blanques torre · g1 blanques rei | a8 negres torre · c8 negres alfil · e8 negres rei · f8 negres cavall · h8 negres torre · c7 negres dama · f7 negres peó · g7 negres alfil · a6 negres peó · c6 negres peó · g6 negres peó · c5 blanques peó · d5 blanques cavall · e5 negres peó · h5 negres cavall · a4 blanques peó · b4 negres peó · e4 blanques peó · h4 negres peó · e3 blanques alfil · f3 blanques peó · b2 blanques peó · d2 blanques dama · e2 blanques alfil · f2 blanques cavall · g2 blanques peó · h2 blanques peó · a1 blanques torre · f1 blanques torre · g1 blanques rei | a8 negres torre · c8 negres alfil · e8 negres rei · f8 negres cavall · h8 negres torre · c7 negres dama · f7 negres peó · g7 negres alfil · a6 negres peó · c6 negres peó · g6 negres peó · c5 blanques peó · d5 blanques cavall · e5 negres peó · h5 negres cavall · a4 blanques peó · b4 negres peó · e4 blanques peó · h4 negres peó · e3 blanques alfil · f3 blanques peó · b2 blanques peó · d2 blanques dama · e2 blanques alfil · f2 blanques cavall · g2 blanques peó · h2 blanques peó · a1 blanques torre · f1 blanques torre · g1 blanques rei | a8 negres torre · c8 negres alfil · e8 negres rei · f8 negres cavall · h8 negres torre · c7 negres dama · f7 negres peó · g7 negres alfil · a6 negres peó · c6 negres peó · g6 negres peó · c5 blanques peó · d5 blanques cavall · e5 negres peó · h5 negres cavall · a4 blanques peó · b4 negres peó · e4 blanques peó · h4 negres peó · e3 blanques alfil · f3 blanques peó · b2 blanques peó · d2 blanques dama · e2 blanques alfil · f2 blanques cavall · g2 blanques peó · h2 blanques peó · a1 blanques torre · f1 blanques torre · g1 blanques rei | 3 |
| 2 | a8 negres torre · c8 negres alfil · e8 negres rei · f8 negres cavall · h8 negres torre · c7 negres dama · f7 negres peó · g7 negres alfil · a6 negres peó · c6 negres peó · g6 negres peó · c5 blanques peó · d5 blanques cavall · e5 negres peó · h5 negres cavall · a4 blanques peó · b4 negres peó · e4 blanques peó · h4 negres peó · e3 blanques alfil · f3 blanques peó · b2 blanques peó · d2 blanques dama · e2 blanques alfil · f2 blanques cavall · g2 blanques peó · h2 blanques peó · a1 blanques torre · f1 blanques torre · g1 blanques rei | a8 negres torre · c8 negres alfil · e8 negres rei · f8 negres cavall · h8 negres torre · c7 negres dama · f7 negres peó · g7 negres alfil · a6 negres peó · c6 negres peó · g6 negres peó · c5 blanques peó · d5 blanques cavall · e5 negres peó · h5 negres cavall · a4 blanques peó · b4 negres peó · e4 blanques peó · h4 negres peó · e3 blanques alfil · f3 blanques peó · b2 blanques peó · d2 blanques dama · e2 blanques alfil · f2 blanques cavall · g2 blanques peó · h2 blanques peó · a1 blanques torre · f1 blanques torre · g1 blanques rei | a8 negres torre · c8 negres alfil · e8 negres rei · f8 negres cavall · h8 negres torre · c7 negres dama · f7 negres peó · g7 negres alfil · a6 negres peó · c6 negres peó · g6 negres peó · c5 blanques peó · d5 blanques cavall · e5 negres peó · h5 negres cavall · a4 blanques peó · b4 negres peó · e4 blanques peó · h4 negres peó · e3 blanques alfil · f3 blanques peó · b2 blanques peó · d2 blanques dama · e2 blanques alfil · f2 blanques cavall · g2 blanques peó · h2 blanques peó · a1 blanques torre · f1 blanques torre · g1 blanques rei | a8 negres torre · c8 negres alfil · e8 negres rei · f8 negres cavall · h8 negres torre · c7 negres dama · f7 negres peó · g7 negres alfil · a6 negres peó · c6 negres peó · g6 negres peó · c5 blanques peó · d5 blanques cavall · e5 negres peó · h5 negres cavall · a4 blanques peó · b4 negres peó · e4 blanques peó · h4 negres peó · e3 blanques alfil · f3 blanques peó · b2 blanques peó · d2 blanques dama · e2 blanques alfil · f2 blanques cavall · g2 blanques peó · h2 blanques peó · a1 blanques torre · f1 blanques torre · g1 blanques rei | a8 negres torre · c8 negres alfil · e8 negres rei · f8 negres cavall · h8 negres torre · c7 negres dama · f7 negres peó · g7 negres alfil · a6 negres peó · c6 negres peó · g6 negres peó · c5 blanques peó · d5 blanques cavall · e5 negres peó · h5 negres cavall · a4 blanques peó · b4 negres peó · e4 blanques peó · h4 negres peó · e3 blanques alfil · f3 blanques peó · b2 blanques peó · d2 blanques dama · e2 blanques alfil · f2 blanques cavall · g2 blanques peó · h2 blanques peó · a1 blanques torre · f1 blanques torre · g1 blanques rei | a8 negres torre · c8 negres alfil · e8 negres rei · f8 negres cavall · h8 negres torre · c7 negres dama · f7 negres peó · g7 negres alfil · a6 negres peó · c6 negres peó · g6 negres peó · c5 blanques peó · d5 blanques cavall · e5 negres peó · h5 negres cavall · a4 blanques peó · b4 negres peó · e4 blanques peó · h4 negres peó · e3 blanques alfil · f3 blanques peó · b2 blanques peó · d2 blanques dama · e2 blanques alfil · f2 blanques cavall · g2 blanques peó · h2 blanques peó · a1 blanques torre · f1 blanques torre · g1 blanques rei | a8 negres torre · c8 negres alfil · e8 negres rei · f8 negres cavall · h8 negres torre · c7 negres dama · f7 negres peó · g7 negres alfil · a6 negres peó · c6 negres peó · g6 negres peó · c5 blanques peó · d5 blanques cavall · e5 negres peó · h5 negres cavall · a4 blanques peó · b4 negres peó · e4 blanques peó · h4 negres peó · e3 blanques alfil · f3 blanques peó · b2 blanques peó · d2 blanques dama · e2 blanques alfil · f2 blanques cavall · g2 blanques peó · h2 blanques peó · a1 blanques torre · f1 blanques torre · g1 blanques rei | a8 negres torre · c8 negres alfil · e8 negres rei · f8 negres cavall · h8 negres torre · c7 negres dama · f7 negres peó · g7 negres alfil · a6 negres peó · c6 negres peó · g6 negres peó · c5 blanques peó · d5 blanques cavall · e5 negres peó · h5 negres cavall · a4 blanques peó · b4 negres peó · e4 blanques peó · h4 negres peó · e3 blanques alfil · f3 blanques peó · b2 blanques peó · d2 blanques dama · e2 blanques alfil · f2 blanques cavall · g2 blanques peó · h2 blanques peó · a1 blanques torre · f1 blanques torre · g1 blanques rei | 2 |
| 1 | a8 negres torre · c8 negres alfil · e8 negres rei · f8 negres cavall · h8 negres torre · c7 negres dama · f7 negres peó · g7 negres alfil · a6 negres peó · c6 negres peó · g6 negres peó · c5 blanques peó · d5 blanques cavall · e5 negres peó · h5 negres cavall · a4 blanques peó · b4 negres peó · e4 blanques peó · h4 negres peó · e3 blanques alfil · f3 blanques peó · b2 blanques peó · d2 blanques dama · e2 blanques alfil · f2 blanques cavall · g2 blanques peó · h2 blanques peó · a1 blanques torre · f1 blanques torre · g1 blanques rei | a8 negres torre · c8 negres alfil · e8 negres rei · f8 negres cavall · h8 negres torre · c7 negres dama · f7 negres peó · g7 negres alfil · a6 negres peó · c6 negres peó · g6 negres peó · c5 blanques peó · d5 blanques cavall · e5 negres peó · h5 negres cavall · a4 blanques peó · b4 negres peó · e4 blanques peó · h4 negres peó · e3 blanques alfil · f3 blanques peó · b2 blanques peó · d2 blanques dama · e2 blanques alfil · f2 blanques cavall · g2 blanques peó · h2 blanques peó · a1 blanques torre · f1 blanques torre · g1 blanques rei | a8 negres torre · c8 negres alfil · e8 negres rei · f8 negres cavall · h8 negres torre · c7 negres dama · f7 negres peó · g7 negres alfil · a6 negres peó · c6 negres peó · g6 negres peó · c5 blanques peó · d5 blanques cavall · e5 negres peó · h5 negres cavall · a4 blanques peó · b4 negres peó · e4 blanques peó · h4 negres peó · e3 blanques alfil · f3 blanques peó · b2 blanques peó · d2 blanques dama · e2 blanques alfil · f2 blanques cavall · g2 blanques peó · h2 blanques peó · a1 blanques torre · f1 blanques torre · g1 blanques rei | a8 negres torre · c8 negres alfil · e8 negres rei · f8 negres cavall · h8 negres torre · c7 negres dama · f7 negres peó · g7 negres alfil · a6 negres peó · c6 negres peó · g6 negres peó · c5 blanques peó · d5 blanques cavall · e5 negres peó · h5 negres cavall · a4 blanques peó · b4 negres peó · e4 blanques peó · h4 negres peó · e3 blanques alfil · f3 blanques peó · b2 blanques peó · d2 blanques dama · e2 blanques alfil · f2 blanques cavall · g2 blanques peó · h2 blanques peó · a1 blanques torre · f1 blanques torre · g1 blanques rei | a8 negres torre · c8 negres alfil · e8 negres rei · f8 negres cavall · h8 negres torre · c7 negres dama · f7 negres peó · g7 negres alfil · a6 negres peó · c6 negres peó · g6 negres peó · c5 blanques peó · d5 blanques cavall · e5 negres peó · h5 negres cavall · a4 blanques peó · b4 negres peó · e4 blanques peó · h4 negres peó · e3 blanques alfil · f3 blanques peó · b2 blanques peó · d2 blanques dama · e2 blanques alfil · f2 blanques cavall · g2 blanques peó · h2 blanques peó · a1 blanques torre · f1 blanques torre · g1 blanques rei | a8 negres torre · c8 negres alfil · e8 negres rei · f8 negres cavall · h8 negres torre · c7 negres dama · f7 negres peó · g7 negres alfil · a6 negres peó · c6 negres peó · g6 negres peó · c5 blanques peó · d5 blanques cavall · e5 negres peó · h5 negres cavall · a4 blanques peó · b4 negres peó · e4 blanques peó · h4 negres peó · e3 blanques alfil · f3 blanques peó · b2 blanques peó · d2 blanques dama · e2 blanques alfil · f2 blanques cavall · g2 blanques peó · h2 blanques peó · a1 blanques torre · f1 blanques torre · g1 blanques rei | a8 negres torre · c8 negres alfil · e8 negres rei · f8 negres cavall · h8 negres torre · c7 negres dama · f7 negres peó · g7 negres alfil · a6 negres peó · c6 negres peó · g6 negres peó · c5 blanques peó · d5 blanques cavall · e5 negres peó · h5 negres cavall · a4 blanques peó · b4 negres peó · e4 blanques peó · h4 negres peó · e3 blanques alfil · f3 blanques peó · b2 blanques peó · d2 blanques dama · e2 blanques alfil · f2 blanques cavall · g2 blanques peó · h2 blanques peó · a1 blanques torre · f1 blanques torre · g1 blanques rei | a8 negres torre · c8 negres alfil · e8 negres rei · f8 negres cavall · h8 negres torre · c7 negres dama · f7 negres peó · g7 negres alfil · a6 negres peó · c6 negres peó · g6 negres peó · c5 blanques peó · d5 blanques cavall · e5 negres peó · h5 negres cavall · a4 blanques peó · b4 negres peó · e4 blanques peó · h4 negres peó · e3 blanques alfil · f3 blanques peó · b2 blanques peó · d2 blanques dama · e2 blanques alfil · f2 blanques cavall · g2 blanques peó · h2 blanques peó · a1 blanques torre · f1 blanques torre · g1 blanques rei | 1 |
|   | a | b | c | d | e | f | g | h |   |

|   | a | b | c | d | e | f | g | h |   |
| 8 | a8 negres torre · c8 negres alfil · e8 negres rei · f8 negres cavall · h8 negres torre · g7 negres alfil · a6 negres peó · c6 negres dama · d6 blanques peó · g6 negres peó · b5 blanques alfil · c5 blanques peó · e5 negres peó · f5 negres peó · h5 negres cavall · a4 blanques peó · b4 negres peó · h4 negres peó · e3 blanques alfil · f3 blanques peó · b2 blanques peó · d2 blanques dama · f2 blanques cavall · g2 blanques peó · h2 blanques peó · a1 blanques torre · f1 blanques torre · g1 blanques rei | a8 negres torre · c8 negres alfil · e8 negres rei · f8 negres cavall · h8 negres torre · g7 negres alfil · a6 negres peó · c6 negres dama · d6 blanques peó · g6 negres peó · b5 blanques alfil · c5 blanques peó · e5 negres peó · f5 negres peó · h5 negres cavall · a4 blanques peó · b4 negres peó · h4 negres peó · e3 blanques alfil · f3 blanques peó · b2 blanques peó · d2 blanques dama · f2 blanques cavall · g2 blanques peó · h2 blanques peó · a1 blanques torre · f1 blanques torre · g1 blanques rei | a8 negres torre · c8 negres alfil · e8 negres rei · f8 negres cavall · h8 negres torre · g7 negres alfil · a6 negres peó · c6 negres dama · d6 blanques peó · g6 negres peó · b5 blanques alfil · c5 blanques peó · e5 negres peó · f5 negres peó · h5 negres cavall · a4 blanques peó · b4 negres peó · h4 negres peó · e3 blanques alfil · f3 blanques peó · b2 blanques peó · d2 blanques dama · f2 blanques cavall · g2 blanques peó · h2 blanques peó · a1 blanques torre · f1 blanques torre · g1 blanques rei | a8 negres torre · c8 negres alfil · e8 negres rei · f8 negres cavall · h8 negres torre · g7 negres alfil · a6 negres peó · c6 negres dama · d6 blanques peó · g6 negres peó · b5 blanques alfil · c5 blanques peó · e5 negres peó · f5 negres peó · h5 negres cavall · a4 blanques peó · b4 negres peó · h4 negres peó · e3 blanques alfil · f3 blanques peó · b2 blanques peó · d2 blanques dama · f2 blanques cavall · g2 blanques peó · h2 blanques peó · a1 blanques torre · f1 blanques torre · g1 blanques rei | a8 negres torre · c8 negres alfil · e8 negres rei · f8 negres cavall · h8 negres torre · g7 negres alfil · a6 negres peó · c6 negres dama · d6 blanques peó · g6 negres peó · b5 blanques alfil · c5 blanques peó · e5 negres peó · f5 negres peó · h5 negres cavall · a4 blanques peó · b4 negres peó · h4 negres peó · e3 blanques alfil · f3 blanques peó · b2 blanques peó · d2 blanques dama · f2 blanques cavall · g2 blanques peó · h2 blanques peó · a1 blanques torre · f1 blanques torre · g1 blanques rei | a8 negres torre · c8 negres alfil · e8 negres rei · f8 negres cavall · h8 negres torre · g7 negres alfil · a6 negres peó · c6 negres dama · d6 blanques peó · g6 negres peó · b5 blanques alfil · c5 blanques peó · e5 negres peó · f5 negres peó · h5 negres cavall · a4 blanques peó · b4 negres peó · h4 negres peó · e3 blanques alfil · f3 blanques peó · b2 blanques peó · d2 blanques dama · f2 blanques cavall · g2 blanques peó · h2 blanques peó · a1 blanques torre · f1 blanques torre · g1 blanques rei | a8 negres torre · c8 negres alfil · e8 negres rei · f8 negres cavall · h8 negres torre · g7 negres alfil · a6 negres peó · c6 negres dama · d6 blanques peó · g6 negres peó · b5 blanques alfil · c5 blanques peó · e5 negres peó · f5 negres peó · h5 negres cavall · a4 blanques peó · b4 negres peó · h4 negres peó · e3 blanques alfil · f3 blanques peó · b2 blanques peó · d2 blanques dama · f2 blanques cavall · g2 blanques peó · h2 blanques peó · a1 blanques torre · f1 blanques torre · g1 blanques rei | a8 negres torre · c8 negres alfil · e8 negres rei · f8 negres cavall · h8 negres torre · g7 negres alfil · a6 negres peó · c6 negres dama · d6 blanques peó · g6 negres peó · b5 blanques alfil · c5 blanques peó · e5 negres peó · f5 negres peó · h5 negres cavall · a4 blanques peó · b4 negres peó · h4 negres peó · e3 blanques alfil · f3 blanques peó · b2 blanques peó · d2 blanques dama · f2 blanques cavall · g2 blanques peó · h2 blanques peó · a1 blanques torre · f1 blanques torre · g1 blanques rei | 8 |
| 7 | a8 negres torre · c8 negres alfil · e8 negres rei · f8 negres cavall · h8 negres torre · g7 negres alfil · a6 negres peó · c6 negres dama · d6 blanques peó · g6 negres peó · b5 blanques alfil · c5 blanques peó · e5 negres peó · f5 negres peó · h5 negres cavall · a4 blanques peó · b4 negres peó · h4 negres peó · e3 blanques alfil · f3 blanques peó · b2 blanques peó · d2 blanques dama · f2 blanques cavall · g2 blanques peó · h2 blanques peó · a1 blanques torre · f1 blanques torre · g1 blanques rei | a8 negres torre · c8 negres alfil · e8 negres rei · f8 negres cavall · h8 negres torre · g7 negres alfil · a6 negres peó · c6 negres dama · d6 blanques peó · g6 negres peó · b5 blanques alfil · c5 blanques peó · e5 negres peó · f5 negres peó · h5 negres cavall · a4 blanques peó · b4 negres peó · h4 negres peó · e3 blanques alfil · f3 blanques peó · b2 blanques peó · d2 blanques dama · f2 blanques cavall · g2 blanques peó · h2 blanques peó · a1 blanques torre · f1 blanques torre · g1 blanques rei | a8 negres torre · c8 negres alfil · e8 negres rei · f8 negres cavall · h8 negres torre · g7 negres alfil · a6 negres peó · c6 negres dama · d6 blanques peó · g6 negres peó · b5 blanques alfil · c5 blanques peó · e5 negres peó · f5 negres peó · h5 negres cavall · a4 blanques peó · b4 negres peó · h4 negres peó · e3 blanques alfil · f3 blanques peó · b2 blanques peó · d2 blanques dama · f2 blanques cavall · g2 blanques peó · h2 blanques peó · a1 blanques torre · f1 blanques torre · g1 blanques rei | a8 negres torre · c8 negres alfil · e8 negres rei · f8 negres cavall · h8 negres torre · g7 negres alfil · a6 negres peó · c6 negres dama · d6 blanques peó · g6 negres peó · b5 blanques alfil · c5 blanques peó · e5 negres peó · f5 negres peó · h5 negres cavall · a4 blanques peó · b4 negres peó · h4 negres peó · e3 blanques alfil · f3 blanques peó · b2 blanques peó · d2 blanques dama · f2 blanques cavall · g2 blanques peó · h2 blanques peó · a1 blanques torre · f1 blanques torre · g1 blanques rei | a8 negres torre · c8 negres alfil · e8 negres rei · f8 negres cavall · h8 negres torre · g7 negres alfil · a6 negres peó · c6 negres dama · d6 blanques peó · g6 negres peó · b5 blanques alfil · c5 blanques peó · e5 negres peó · f5 negres peó · h5 negres cavall · a4 blanques peó · b4 negres peó · h4 negres peó · e3 blanques alfil · f3 blanques peó · b2 blanques peó · d2 blanques dama · f2 blanques cavall · g2 blanques peó · h2 blanques peó · a1 blanques torre · f1 blanques torre · g1 blanques rei | a8 negres torre · c8 negres alfil · e8 negres rei · f8 negres cavall · h8 negres torre · g7 negres alfil · a6 negres peó · c6 negres dama · d6 blanques peó · g6 negres peó · b5 blanques alfil · c5 blanques peó · e5 negres peó · f5 negres peó · h5 negres cavall · a4 blanques peó · b4 negres peó · h4 negres peó · e3 blanques alfil · f3 blanques peó · b2 blanques peó · d2 blanques dama · f2 blanques cavall · g2 blanques peó · h2 blanques peó · a1 blanques torre · f1 blanques torre · g1 blanques rei | a8 negres torre · c8 negres alfil · e8 negres rei · f8 negres cavall · h8 negres torre · g7 negres alfil · a6 negres peó · c6 negres dama · d6 blanques peó · g6 negres peó · b5 blanques alfil · c5 blanques peó · e5 negres peó · f5 negres peó · h5 negres cavall · a4 blanques peó · b4 negres peó · h4 negres peó · e3 blanques alfil · f3 blanques peó · b2 blanques peó · d2 blanques dama · f2 blanques cavall · g2 blanques peó · h2 blanques peó · a1 blanques torre · f1 blanques torre · g1 blanques rei | a8 negres torre · c8 negres alfil · e8 negres rei · f8 negres cavall · h8 negres torre · g7 negres alfil · a6 negres peó · c6 negres dama · d6 blanques peó · g6 negres peó · b5 blanques alfil · c5 blanques peó · e5 negres peó · f5 negres peó · h5 negres cavall · a4 blanques peó · b4 negres peó · h4 negres peó · e3 blanques alfil · f3 blanques peó · b2 blanques peó · d2 blanques dama · f2 blanques cavall · g2 blanques peó · h2 blanques peó · a1 blanques torre · f1 blanques torre · g1 blanques rei | 7 |
| 6 | a8 negres torre · c8 negres alfil · e8 negres rei · f8 negres cavall · h8 negres torre · g7 negres alfil · a6 negres peó · c6 negres dama · d6 blanques peó · g6 negres peó · b5 blanques alfil · c5 blanques peó · e5 negres peó · f5 negres peó · h5 negres cavall · a4 blanques peó · b4 negres peó · h4 negres peó · e3 blanques alfil · f3 blanques peó · b2 blanques peó · d2 blanques dama · f2 blanques cavall · g2 blanques peó · h2 blanques peó · a1 blanques torre · f1 blanques torre · g1 blanques rei | a8 negres torre · c8 negres alfil · e8 negres rei · f8 negres cavall · h8 negres torre · g7 negres alfil · a6 negres peó · c6 negres dama · d6 blanques peó · g6 negres peó · b5 blanques alfil · c5 blanques peó · e5 negres peó · f5 negres peó · h5 negres cavall · a4 blanques peó · b4 negres peó · h4 negres peó · e3 blanques alfil · f3 blanques peó · b2 blanques peó · d2 blanques dama · f2 blanques cavall · g2 blanques peó · h2 blanques peó · a1 blanques torre · f1 blanques torre · g1 blanques rei | a8 negres torre · c8 negres alfil · e8 negres rei · f8 negres cavall · h8 negres torre · g7 negres alfil · a6 negres peó · c6 negres dama · d6 blanques peó · g6 negres peó · b5 blanques alfil · c5 blanques peó · e5 negres peó · f5 negres peó · h5 negres cavall · a4 blanques peó · b4 negres peó · h4 negres peó · e3 blanques alfil · f3 blanques peó · b2 blanques peó · d2 blanques dama · f2 blanques cavall · g2 blanques peó · h2 blanques peó · a1 blanques torre · f1 blanques torre · g1 blanques rei | a8 negres torre · c8 negres alfil · e8 negres rei · f8 negres cavall · h8 negres torre · g7 negres alfil · a6 negres peó · c6 negres dama · d6 blanques peó · g6 negres peó · b5 blanques alfil · c5 blanques peó · e5 negres peó · f5 negres peó · h5 negres cavall · a4 blanques peó · b4 negres peó · h4 negres peó · e3 blanques alfil · f3 blanques peó · b2 blanques peó · d2 blanques dama · f2 blanques cavall · g2 blanques peó · h2 blanques peó · a1 blanques torre · f1 blanques torre · g1 blanques rei | a8 negres torre · c8 negres alfil · e8 negres rei · f8 negres cavall · h8 negres torre · g7 negres alfil · a6 negres peó · c6 negres dama · d6 blanques peó · g6 negres peó · b5 blanques alfil · c5 blanques peó · e5 negres peó · f5 negres peó · h5 negres cavall · a4 blanques peó · b4 negres peó · h4 negres peó · e3 blanques alfil · f3 blanques peó · b2 blanques peó · d2 blanques dama · f2 blanques cavall · g2 blanques peó · h2 blanques peó · a1 blanques torre · f1 blanques torre · g1 blanques rei | a8 negres torre · c8 negres alfil · e8 negres rei · f8 negres cavall · h8 negres torre · g7 negres alfil · a6 negres peó · c6 negres dama · d6 blanques peó · g6 negres peó · b5 blanques alfil · c5 blanques peó · e5 negres peó · f5 negres peó · h5 negres cavall · a4 blanques peó · b4 negres peó · h4 negres peó · e3 blanques alfil · f3 blanques peó · b2 blanques peó · d2 blanques dama · f2 blanques cavall · g2 blanques peó · h2 blanques peó · a1 blanques torre · f1 blanques torre · g1 blanques rei | a8 negres torre · c8 negres alfil · e8 negres rei · f8 negres cavall · h8 negres torre · g7 negres alfil · a6 negres peó · c6 negres dama · d6 blanques peó · g6 negres peó · b5 blanques alfil · c5 blanques peó · e5 negres peó · f5 negres peó · h5 negres cavall · a4 blanques peó · b4 negres peó · h4 negres peó · e3 blanques alfil · f3 blanques peó · b2 blanques peó · d2 blanques dama · f2 blanques cavall · g2 blanques peó · h2 blanques peó · a1 blanques torre · f1 blanques torre · g1 blanques rei | a8 negres torre · c8 negres alfil · e8 negres rei · f8 negres cavall · h8 negres torre · g7 negres alfil · a6 negres peó · c6 negres dama · d6 blanques peó · g6 negres peó · b5 blanques alfil · c5 blanques peó · e5 negres peó · f5 negres peó · h5 negres cavall · a4 blanques peó · b4 negres peó · h4 negres peó · e3 blanques alfil · f3 blanques peó · b2 blanques peó · d2 blanques dama · f2 blanques cavall · g2 blanques peó · h2 blanques peó · a1 blanques torre · f1 blanques torre · g1 blanques rei | 6 |
| 5 | a8 negres torre · c8 negres alfil · e8 negres rei · f8 negres cavall · h8 negres torre · g7 negres alfil · a6 negres peó · c6 negres dama · d6 blanques peó · g6 negres peó · b5 blanques alfil · c5 blanques peó · e5 negres peó · f5 negres peó · h5 negres cavall · a4 blanques peó · b4 negres peó · h4 negres peó · e3 blanques alfil · f3 blanques peó · b2 blanques peó · d2 blanques dama · f2 blanques cavall · g2 blanques peó · h2 blanques peó · a1 blanques torre · f1 blanques torre · g1 blanques rei | a8 negres torre · c8 negres alfil · e8 negres rei · f8 negres cavall · h8 negres torre · g7 negres alfil · a6 negres peó · c6 negres dama · d6 blanques peó · g6 negres peó · b5 blanques alfil · c5 blanques peó · e5 negres peó · f5 negres peó · h5 negres cavall · a4 blanques peó · b4 negres peó · h4 negres peó · e3 blanques alfil · f3 blanques peó · b2 blanques peó · d2 blanques dama · f2 blanques cavall · g2 blanques peó · h2 blanques peó · a1 blanques torre · f1 blanques torre · g1 blanques rei | a8 negres torre · c8 negres alfil · e8 negres rei · f8 negres cavall · h8 negres torre · g7 negres alfil · a6 negres peó · c6 negres dama · d6 blanques peó · g6 negres peó · b5 blanques alfil · c5 blanques peó · e5 negres peó · f5 negres peó · h5 negres cavall · a4 blanques peó · b4 negres peó · h4 negres peó · e3 blanques alfil · f3 blanques peó · b2 blanques peó · d2 blanques dama · f2 blanques cavall · g2 blanques peó · h2 blanques peó · a1 blanques torre · f1 blanques torre · g1 blanques rei | a8 negres torre · c8 negres alfil · e8 negres rei · f8 negres cavall · h8 negres torre · g7 negres alfil · a6 negres peó · c6 negres dama · d6 blanques peó · g6 negres peó · b5 blanques alfil · c5 blanques peó · e5 negres peó · f5 negres peó · h5 negres cavall · a4 blanques peó · b4 negres peó · h4 negres peó · e3 blanques alfil · f3 blanques peó · b2 blanques peó · d2 blanques dama · f2 blanques cavall · g2 blanques peó · h2 blanques peó · a1 blanques torre · f1 blanques torre · g1 blanques rei | a8 negres torre · c8 negres alfil · e8 negres rei · f8 negres cavall · h8 negres torre · g7 negres alfil · a6 negres peó · c6 negres dama · d6 blanques peó · g6 negres peó · b5 blanques alfil · c5 blanques peó · e5 negres peó · f5 negres peó · h5 negres cavall · a4 blanques peó · b4 negres peó · h4 negres peó · e3 blanques alfil · f3 blanques peó · b2 blanques peó · d2 blanques dama · f2 blanques cavall · g2 blanques peó · h2 blanques peó · a1 blanques torre · f1 blanques torre · g1 blanques rei | a8 negres torre · c8 negres alfil · e8 negres rei · f8 negres cavall · h8 negres torre · g7 negres alfil · a6 negres peó · c6 negres dama · d6 blanques peó · g6 negres peó · b5 blanques alfil · c5 blanques peó · e5 negres peó · f5 negres peó · h5 negres cavall · a4 blanques peó · b4 negres peó · h4 negres peó · e3 blanques alfil · f3 blanques peó · b2 blanques peó · d2 blanques dama · f2 blanques cavall · g2 blanques peó · h2 blanques peó · a1 blanques torre · f1 blanques torre · g1 blanques rei | a8 negres torre · c8 negres alfil · e8 negres rei · f8 negres cavall · h8 negres torre · g7 negres alfil · a6 negres peó · c6 negres dama · d6 blanques peó · g6 negres peó · b5 blanques alfil · c5 blanques peó · e5 negres peó · f5 negres peó · h5 negres cavall · a4 blanques peó · b4 negres peó · h4 negres peó · e3 blanques alfil · f3 blanques peó · b2 blanques peó · d2 blanques dama · f2 blanques cavall · g2 blanques peó · h2 blanques peó · a1 blanques torre · f1 blanques torre · g1 blanques rei | a8 negres torre · c8 negres alfil · e8 negres rei · f8 negres cavall · h8 negres torre · g7 negres alfil · a6 negres peó · c6 negres dama · d6 blanques peó · g6 negres peó · b5 blanques alfil · c5 blanques peó · e5 negres peó · f5 negres peó · h5 negres cavall · a4 blanques peó · b4 negres peó · h4 negres peó · e3 blanques alfil · f3 blanques peó · b2 blanques peó · d2 blanques dama · f2 blanques cavall · g2 blanques peó · h2 blanques peó · a1 blanques torre · f1 blanques torre · g1 blanques rei | 5 |
| 4 | a8 negres torre · c8 negres alfil · e8 negres rei · f8 negres cavall · h8 negres torre · g7 negres alfil · a6 negres peó · c6 negres dama · d6 blanques peó · g6 negres peó · b5 blanques alfil · c5 blanques peó · e5 negres peó · f5 negres peó · h5 negres cavall · a4 blanques peó · b4 negres peó · h4 negres peó · e3 blanques alfil · f3 blanques peó · b2 blanques peó · d2 blanques dama · f2 blanques cavall · g2 blanques peó · h2 blanques peó · a1 blanques torre · f1 blanques torre · g1 blanques rei | a8 negres torre · c8 negres alfil · e8 negres rei · f8 negres cavall · h8 negres torre · g7 negres alfil · a6 negres peó · c6 negres dama · d6 blanques peó · g6 negres peó · b5 blanques alfil · c5 blanques peó · e5 negres peó · f5 negres peó · h5 negres cavall · a4 blanques peó · b4 negres peó · h4 negres peó · e3 blanques alfil · f3 blanques peó · b2 blanques peó · d2 blanques dama · f2 blanques cavall · g2 blanques peó · h2 blanques peó · a1 blanques torre · f1 blanques torre · g1 blanques rei | a8 negres torre · c8 negres alfil · e8 negres rei · f8 negres cavall · h8 negres torre · g7 negres alfil · a6 negres peó · c6 negres dama · d6 blanques peó · g6 negres peó · b5 blanques alfil · c5 blanques peó · e5 negres peó · f5 negres peó · h5 negres cavall · a4 blanques peó · b4 negres peó · h4 negres peó · e3 blanques alfil · f3 blanques peó · b2 blanques peó · d2 blanques dama · f2 blanques cavall · g2 blanques peó · h2 blanques peó · a1 blanques torre · f1 blanques torre · g1 blanques rei | a8 negres torre · c8 negres alfil · e8 negres rei · f8 negres cavall · h8 negres torre · g7 negres alfil · a6 negres peó · c6 negres dama · d6 blanques peó · g6 negres peó · b5 blanques alfil · c5 blanques peó · e5 negres peó · f5 negres peó · h5 negres cavall · a4 blanques peó · b4 negres peó · h4 negres peó · e3 blanques alfil · f3 blanques peó · b2 blanques peó · d2 blanques dama · f2 blanques cavall · g2 blanques peó · h2 blanques peó · a1 blanques torre · f1 blanques torre · g1 blanques rei | a8 negres torre · c8 negres alfil · e8 negres rei · f8 negres cavall · h8 negres torre · g7 negres alfil · a6 negres peó · c6 negres dama · d6 blanques peó · g6 negres peó · b5 blanques alfil · c5 blanques peó · e5 negres peó · f5 negres peó · h5 negres cavall · a4 blanques peó · b4 negres peó · h4 negres peó · e3 blanques alfil · f3 blanques peó · b2 blanques peó · d2 blanques dama · f2 blanques cavall · g2 blanques peó · h2 blanques peó · a1 blanques torre · f1 blanques torre · g1 blanques rei | a8 negres torre · c8 negres alfil · e8 negres rei · f8 negres cavall · h8 negres torre · g7 negres alfil · a6 negres peó · c6 negres dama · d6 blanques peó · g6 negres peó · b5 blanques alfil · c5 blanques peó · e5 negres peó · f5 negres peó · h5 negres cavall · a4 blanques peó · b4 negres peó · h4 negres peó · e3 blanques alfil · f3 blanques peó · b2 blanques peó · d2 blanques dama · f2 blanques cavall · g2 blanques peó · h2 blanques peó · a1 blanques torre · f1 blanques torre · g1 blanques rei | a8 negres torre · c8 negres alfil · e8 negres rei · f8 negres cavall · h8 negres torre · g7 negres alfil · a6 negres peó · c6 negres dama · d6 blanques peó · g6 negres peó · b5 blanques alfil · c5 blanques peó · e5 negres peó · f5 negres peó · h5 negres cavall · a4 blanques peó · b4 negres peó · h4 negres peó · e3 blanques alfil · f3 blanques peó · b2 blanques peó · d2 blanques dama · f2 blanques cavall · g2 blanques peó · h2 blanques peó · a1 blanques torre · f1 blanques torre · g1 blanques rei | a8 negres torre · c8 negres alfil · e8 negres rei · f8 negres cavall · h8 negres torre · g7 negres alfil · a6 negres peó · c6 negres dama · d6 blanques peó · g6 negres peó · b5 blanques alfil · c5 blanques peó · e5 negres peó · f5 negres peó · h5 negres cavall · a4 blanques peó · b4 negres peó · h4 negres peó · e3 blanques alfil · f3 blanques peó · b2 blanques peó · d2 blanques dama · f2 blanques cavall · g2 blanques peó · h2 blanques peó · a1 blanques torre · f1 blanques torre · g1 blanques rei | 4 |
| 3 | a8 negres torre · c8 negres alfil · e8 negres rei · f8 negres cavall · h8 negres torre · g7 negres alfil · a6 negres peó · c6 negres dama · d6 blanques peó · g6 negres peó · b5 blanques alfil · c5 blanques peó · e5 negres peó · f5 negres peó · h5 negres cavall · a4 blanques peó · b4 negres peó · h4 negres peó · e3 blanques alfil · f3 blanques peó · b2 blanques peó · d2 blanques dama · f2 blanques cavall · g2 blanques peó · h2 blanques peó · a1 blanques torre · f1 blanques torre · g1 blanques rei | a8 negres torre · c8 negres alfil · e8 negres rei · f8 negres cavall · h8 negres torre · g7 negres alfil · a6 negres peó · c6 negres dama · d6 blanques peó · g6 negres peó · b5 blanques alfil · c5 blanques peó · e5 negres peó · f5 negres peó · h5 negres cavall · a4 blanques peó · b4 negres peó · h4 negres peó · e3 blanques alfil · f3 blanques peó · b2 blanques peó · d2 blanques dama · f2 blanques cavall · g2 blanques peó · h2 blanques peó · a1 blanques torre · f1 blanques torre · g1 blanques rei | a8 negres torre · c8 negres alfil · e8 negres rei · f8 negres cavall · h8 negres torre · g7 negres alfil · a6 negres peó · c6 negres dama · d6 blanques peó · g6 negres peó · b5 blanques alfil · c5 blanques peó · e5 negres peó · f5 negres peó · h5 negres cavall · a4 blanques peó · b4 negres peó · h4 negres peó · e3 blanques alfil · f3 blanques peó · b2 blanques peó · d2 blanques dama · f2 blanques cavall · g2 blanques peó · h2 blanques peó · a1 blanques torre · f1 blanques torre · g1 blanques rei | a8 negres torre · c8 negres alfil · e8 negres rei · f8 negres cavall · h8 negres torre · g7 negres alfil · a6 negres peó · c6 negres dama · d6 blanques peó · g6 negres peó · b5 blanques alfil · c5 blanques peó · e5 negres peó · f5 negres peó · h5 negres cavall · a4 blanques peó · b4 negres peó · h4 negres peó · e3 blanques alfil · f3 blanques peó · b2 blanques peó · d2 blanques dama · f2 blanques cavall · g2 blanques peó · h2 blanques peó · a1 blanques torre · f1 blanques torre · g1 blanques rei | a8 negres torre · c8 negres alfil · e8 negres rei · f8 negres cavall · h8 negres torre · g7 negres alfil · a6 negres peó · c6 negres dama · d6 blanques peó · g6 negres peó · b5 blanques alfil · c5 blanques peó · e5 negres peó · f5 negres peó · h5 negres cavall · a4 blanques peó · b4 negres peó · h4 negres peó · e3 blanques alfil · f3 blanques peó · b2 blanques peó · d2 blanques dama · f2 blanques cavall · g2 blanques peó · h2 blanques peó · a1 blanques torre · f1 blanques torre · g1 blanques rei | a8 negres torre · c8 negres alfil · e8 negres rei · f8 negres cavall · h8 negres torre · g7 negres alfil · a6 negres peó · c6 negres dama · d6 blanques peó · g6 negres peó · b5 blanques alfil · c5 blanques peó · e5 negres peó · f5 negres peó · h5 negres cavall · a4 blanques peó · b4 negres peó · h4 negres peó · e3 blanques alfil · f3 blanques peó · b2 blanques peó · d2 blanques dama · f2 blanques cavall · g2 blanques peó · h2 blanques peó · a1 blanques torre · f1 blanques torre · g1 blanques rei | a8 negres torre · c8 negres alfil · e8 negres rei · f8 negres cavall · h8 negres torre · g7 negres alfil · a6 negres peó · c6 negres dama · d6 blanques peó · g6 negres peó · b5 blanques alfil · c5 blanques peó · e5 negres peó · f5 negres peó · h5 negres cavall · a4 blanques peó · b4 negres peó · h4 negres peó · e3 blanques alfil · f3 blanques peó · b2 blanques peó · d2 blanques dama · f2 blanques cavall · g2 blanques peó · h2 blanques peó · a1 blanques torre · f1 blanques torre · g1 blanques rei | a8 negres torre · c8 negres alfil · e8 negres rei · f8 negres cavall · h8 negres torre · g7 negres alfil · a6 negres peó · c6 negres dama · d6 blanques peó · g6 negres peó · b5 blanques alfil · c5 blanques peó · e5 negres peó · f5 negres peó · h5 negres cavall · a4 blanques peó · b4 negres peó · h4 negres peó · e3 blanques alfil · f3 blanques peó · b2 blanques peó · d2 blanques dama · f2 blanques cavall · g2 blanques peó · h2 blanques peó · a1 blanques torre · f1 blanques torre · g1 blanques rei | 3 |
| 2 | a8 negres torre · c8 negres alfil · e8 negres rei · f8 negres cavall · h8 negres torre · g7 negres alfil · a6 negres peó · c6 negres dama · d6 blanques peó · g6 negres peó · b5 blanques alfil · c5 blanques peó · e5 negres peó · f5 negres peó · h5 negres cavall · a4 blanques peó · b4 negres peó · h4 negres peó · e3 blanques alfil · f3 blanques peó · b2 blanques peó · d2 blanques dama · f2 blanques cavall · g2 blanques peó · h2 blanques peó · a1 blanques torre · f1 blanques torre · g1 blanques rei | a8 negres torre · c8 negres alfil · e8 negres rei · f8 negres cavall · h8 negres torre · g7 negres alfil · a6 negres peó · c6 negres dama · d6 blanques peó · g6 negres peó · b5 blanques alfil · c5 blanques peó · e5 negres peó · f5 negres peó · h5 negres cavall · a4 blanques peó · b4 negres peó · h4 negres peó · e3 blanques alfil · f3 blanques peó · b2 blanques peó · d2 blanques dama · f2 blanques cavall · g2 blanques peó · h2 blanques peó · a1 blanques torre · f1 blanques torre · g1 blanques rei | a8 negres torre · c8 negres alfil · e8 negres rei · f8 negres cavall · h8 negres torre · g7 negres alfil · a6 negres peó · c6 negres dama · d6 blanques peó · g6 negres peó · b5 blanques alfil · c5 blanques peó · e5 negres peó · f5 negres peó · h5 negres cavall · a4 blanques peó · b4 negres peó · h4 negres peó · e3 blanques alfil · f3 blanques peó · b2 blanques peó · d2 blanques dama · f2 blanques cavall · g2 blanques peó · h2 blanques peó · a1 blanques torre · f1 blanques torre · g1 blanques rei | a8 negres torre · c8 negres alfil · e8 negres rei · f8 negres cavall · h8 negres torre · g7 negres alfil · a6 negres peó · c6 negres dama · d6 blanques peó · g6 negres peó · b5 blanques alfil · c5 blanques peó · e5 negres peó · f5 negres peó · h5 negres cavall · a4 blanques peó · b4 negres peó · h4 negres peó · e3 blanques alfil · f3 blanques peó · b2 blanques peó · d2 blanques dama · f2 blanques cavall · g2 blanques peó · h2 blanques peó · a1 blanques torre · f1 blanques torre · g1 blanques rei | a8 negres torre · c8 negres alfil · e8 negres rei · f8 negres cavall · h8 negres torre · g7 negres alfil · a6 negres peó · c6 negres dama · d6 blanques peó · g6 negres peó · b5 blanques alfil · c5 blanques peó · e5 negres peó · f5 negres peó · h5 negres cavall · a4 blanques peó · b4 negres peó · h4 negres peó · e3 blanques alfil · f3 blanques peó · b2 blanques peó · d2 blanques dama · f2 blanques cavall · g2 blanques peó · h2 blanques peó · a1 blanques torre · f1 blanques torre · g1 blanques rei | a8 negres torre · c8 negres alfil · e8 negres rei · f8 negres cavall · h8 negres torre · g7 negres alfil · a6 negres peó · c6 negres dama · d6 blanques peó · g6 negres peó · b5 blanques alfil · c5 blanques peó · e5 negres peó · f5 negres peó · h5 negres cavall · a4 blanques peó · b4 negres peó · h4 negres peó · e3 blanques alfil · f3 blanques peó · b2 blanques peó · d2 blanques dama · f2 blanques cavall · g2 blanques peó · h2 blanques peó · a1 blanques torre · f1 blanques torre · g1 blanques rei | a8 negres torre · c8 negres alfil · e8 negres rei · f8 negres cavall · h8 negres torre · g7 negres alfil · a6 negres peó · c6 negres dama · d6 blanques peó · g6 negres peó · b5 blanques alfil · c5 blanques peó · e5 negres peó · f5 negres peó · h5 negres cavall · a4 blanques peó · b4 negres peó · h4 negres peó · e3 blanques alfil · f3 blanques peó · b2 blanques peó · d2 blanques dama · f2 blanques cavall · g2 blanques peó · h2 blanques peó · a1 blanques torre · f1 blanques torre · g1 blanques rei | a8 negres torre · c8 negres alfil · e8 negres rei · f8 negres cavall · h8 negres torre · g7 negres alfil · a6 negres peó · c6 negres dama · d6 blanques peó · g6 negres peó · b5 blanques alfil · c5 blanques peó · e5 negres peó · f5 negres peó · h5 negres cavall · a4 blanques peó · b4 negres peó · h4 negres peó · e3 blanques alfil · f3 blanques peó · b2 blanques peó · d2 blanques dama · f2 blanques cavall · g2 blanques peó · h2 blanques peó · a1 blanques torre · f1 blanques torre · g1 blanques rei | 2 |
| 1 | a8 negres torre · c8 negres alfil · e8 negres rei · f8 negres cavall · h8 negres torre · g7 negres alfil · a6 negres peó · c6 negres dama · d6 blanques peó · g6 negres peó · b5 blanques alfil · c5 blanques peó · e5 negres peó · f5 negres peó · h5 negres cavall · a4 blanques peó · b4 negres peó · h4 negres peó · e3 blanques alfil · f3 blanques peó · b2 blanques peó · d2 blanques dama · f2 blanques cavall · g2 blanques peó · h2 blanques peó · a1 blanques torre · f1 blanques torre · g1 blanques rei | a8 negres torre · c8 negres alfil · e8 negres rei · f8 negres cavall · h8 negres torre · g7 negres alfil · a6 negres peó · c6 negres dama · d6 blanques peó · g6 negres peó · b5 blanques alfil · c5 blanques peó · e5 negres peó · f5 negres peó · h5 negres cavall · a4 blanques peó · b4 negres peó · h4 negres peó · e3 blanques alfil · f3 blanques peó · b2 blanques peó · d2 blanques dama · f2 blanques cavall · g2 blanques peó · h2 blanques peó · a1 blanques torre · f1 blanques torre · g1 blanques rei | a8 negres torre · c8 negres alfil · e8 negres rei · f8 negres cavall · h8 negres torre · g7 negres alfil · a6 negres peó · c6 negres dama · d6 blanques peó · g6 negres peó · b5 blanques alfil · c5 blanques peó · e5 negres peó · f5 negres peó · h5 negres cavall · a4 blanques peó · b4 negres peó · h4 negres peó · e3 blanques alfil · f3 blanques peó · b2 blanques peó · d2 blanques dama · f2 blanques cavall · g2 blanques peó · h2 blanques peó · a1 blanques torre · f1 blanques torre · g1 blanques rei | a8 negres torre · c8 negres alfil · e8 negres rei · f8 negres cavall · h8 negres torre · g7 negres alfil · a6 negres peó · c6 negres dama · d6 blanques peó · g6 negres peó · b5 blanques alfil · c5 blanques peó · e5 negres peó · f5 negres peó · h5 negres cavall · a4 blanques peó · b4 negres peó · h4 negres peó · e3 blanques alfil · f3 blanques peó · b2 blanques peó · d2 blanques dama · f2 blanques cavall · g2 blanques peó · h2 blanques peó · a1 blanques torre · f1 blanques torre · g1 blanques rei | a8 negres torre · c8 negres alfil · e8 negres rei · f8 negres cavall · h8 negres torre · g7 negres alfil · a6 negres peó · c6 negres dama · d6 blanques peó · g6 negres peó · b5 blanques alfil · c5 blanques peó · e5 negres peó · f5 negres peó · h5 negres cavall · a4 blanques peó · b4 negres peó · h4 negres peó · e3 blanques alfil · f3 blanques peó · b2 blanques peó · d2 blanques dama · f2 blanques cavall · g2 blanques peó · h2 blanques peó · a1 blanques torre · f1 blanques torre · g1 blanques rei | a8 negres torre · c8 negres alfil · e8 negres rei · f8 negres cavall · h8 negres torre · g7 negres alfil · a6 negres peó · c6 negres dama · d6 blanques peó · g6 negres peó · b5 blanques alfil · c5 blanques peó · e5 negres peó · f5 negres peó · h5 negres cavall · a4 blanques peó · b4 negres peó · h4 negres peó · e3 blanques alfil · f3 blanques peó · b2 blanques peó · d2 blanques dama · f2 blanques cavall · g2 blanques peó · h2 blanques peó · a1 blanques torre · f1 blanques torre · g1 blanques rei | a8 negres torre · c8 negres alfil · e8 negres rei · f8 negres cavall · h8 negres torre · g7 negres alfil · a6 negres peó · c6 negres dama · d6 blanques peó · g6 negres peó · b5 blanques alfil · c5 blanques peó · e5 negres peó · f5 negres peó · h5 negres cavall · a4 blanques peó · b4 negres peó · h4 negres peó · e3 blanques alfil · f3 blanques peó · b2 blanques peó · d2 blanques dama · f2 blanques cavall · g2 blanques peó · h2 blanques peó · a1 blanques torre · f1 blanques torre · g1 blanques rei | a8 negres torre · c8 negres alfil · e8 negres rei · f8 negres cavall · h8 negres torre · g7 negres alfil · a6 negres peó · c6 negres dama · d6 blanques peó · g6 negres peó · b5 blanques alfil · c5 blanques peó · e5 negres peó · f5 negres peó · h5 negres cavall · a4 blanques peó · b4 negres peó · h4 negres peó · e3 blanques alfil · f3 blanques peó · b2 blanques peó · d2 blanques dama · f2 blanques cavall · g2 blanques peó · h2 blanques peó · a1 blanques torre · f1 blanques torre · g1 blanques rei | 1 |
|   | a | b | c | d | e | f | g | h |   |

|   | a | b | c | d | e | f | g | h |   |
| 8 | a8 blanques torre · c8 negres alfil · e8 negres rei · h8 negres torre · a7 blanques torre · d7 negres cavall · g7 negres alfil · c6 negres dama · d6 blanques peó · g6 negres peó · c5 blanques peó · e5 negres peó · h5 negres cavall · b4 negres peó · f4 negres peó · h4 negres peó · e3 blanques alfil · f3 blanques peó · b2 blanques peó · d2 blanques dama · f2 blanques cavall · g2 blanques peó · h2 blanques peó · g1 blanques rei | a8 blanques torre · c8 negres alfil · e8 negres rei · h8 negres torre · a7 blanques torre · d7 negres cavall · g7 negres alfil · c6 negres dama · d6 blanques peó · g6 negres peó · c5 blanques peó · e5 negres peó · h5 negres cavall · b4 negres peó · f4 negres peó · h4 negres peó · e3 blanques alfil · f3 blanques peó · b2 blanques peó · d2 blanques dama · f2 blanques cavall · g2 blanques peó · h2 blanques peó · g1 blanques rei | a8 blanques torre · c8 negres alfil · e8 negres rei · h8 negres torre · a7 blanques torre · d7 negres cavall · g7 negres alfil · c6 negres dama · d6 blanques peó · g6 negres peó · c5 blanques peó · e5 negres peó · h5 negres cavall · b4 negres peó · f4 negres peó · h4 negres peó · e3 blanques alfil · f3 blanques peó · b2 blanques peó · d2 blanques dama · f2 blanques cavall · g2 blanques peó · h2 blanques peó · g1 blanques rei | a8 blanques torre · c8 negres alfil · e8 negres rei · h8 negres torre · a7 blanques torre · d7 negres cavall · g7 negres alfil · c6 negres dama · d6 blanques peó · g6 negres peó · c5 blanques peó · e5 negres peó · h5 negres cavall · b4 negres peó · f4 negres peó · h4 negres peó · e3 blanques alfil · f3 blanques peó · b2 blanques peó · d2 blanques dama · f2 blanques cavall · g2 blanques peó · h2 blanques peó · g1 blanques rei | a8 blanques torre · c8 negres alfil · e8 negres rei · h8 negres torre · a7 blanques torre · d7 negres cavall · g7 negres alfil · c6 negres dama · d6 blanques peó · g6 negres peó · c5 blanques peó · e5 negres peó · h5 negres cavall · b4 negres peó · f4 negres peó · h4 negres peó · e3 blanques alfil · f3 blanques peó · b2 blanques peó · d2 blanques dama · f2 blanques cavall · g2 blanques peó · h2 blanques peó · g1 blanques rei | a8 blanques torre · c8 negres alfil · e8 negres rei · h8 negres torre · a7 blanques torre · d7 negres cavall · g7 negres alfil · c6 negres dama · d6 blanques peó · g6 negres peó · c5 blanques peó · e5 negres peó · h5 negres cavall · b4 negres peó · f4 negres peó · h4 negres peó · e3 blanques alfil · f3 blanques peó · b2 blanques peó · d2 blanques dama · f2 blanques cavall · g2 blanques peó · h2 blanques peó · g1 blanques rei | a8 blanques torre · c8 negres alfil · e8 negres rei · h8 negres torre · a7 blanques torre · d7 negres cavall · g7 negres alfil · c6 negres dama · d6 blanques peó · g6 negres peó · c5 blanques peó · e5 negres peó · h5 negres cavall · b4 negres peó · f4 negres peó · h4 negres peó · e3 blanques alfil · f3 blanques peó · b2 blanques peó · d2 blanques dama · f2 blanques cavall · g2 blanques peó · h2 blanques peó · g1 blanques rei | a8 blanques torre · c8 negres alfil · e8 negres rei · h8 negres torre · a7 blanques torre · d7 negres cavall · g7 negres alfil · c6 negres dama · d6 blanques peó · g6 negres peó · c5 blanques peó · e5 negres peó · h5 negres cavall · b4 negres peó · f4 negres peó · h4 negres peó · e3 blanques alfil · f3 blanques peó · b2 blanques peó · d2 blanques dama · f2 blanques cavall · g2 blanques peó · h2 blanques peó · g1 blanques rei | 8 |
| 7 | a8 blanques torre · c8 negres alfil · e8 negres rei · h8 negres torre · a7 blanques torre · d7 negres cavall · g7 negres alfil · c6 negres dama · d6 blanques peó · g6 negres peó · c5 blanques peó · e5 negres peó · h5 negres cavall · b4 negres peó · f4 negres peó · h4 negres peó · e3 blanques alfil · f3 blanques peó · b2 blanques peó · d2 blanques dama · f2 blanques cavall · g2 blanques peó · h2 blanques peó · g1 blanques rei | a8 blanques torre · c8 negres alfil · e8 negres rei · h8 negres torre · a7 blanques torre · d7 negres cavall · g7 negres alfil · c6 negres dama · d6 blanques peó · g6 negres peó · c5 blanques peó · e5 negres peó · h5 negres cavall · b4 negres peó · f4 negres peó · h4 negres peó · e3 blanques alfil · f3 blanques peó · b2 blanques peó · d2 blanques dama · f2 blanques cavall · g2 blanques peó · h2 blanques peó · g1 blanques rei | a8 blanques torre · c8 negres alfil · e8 negres rei · h8 negres torre · a7 blanques torre · d7 negres cavall · g7 negres alfil · c6 negres dama · d6 blanques peó · g6 negres peó · c5 blanques peó · e5 negres peó · h5 negres cavall · b4 negres peó · f4 negres peó · h4 negres peó · e3 blanques alfil · f3 blanques peó · b2 blanques peó · d2 blanques dama · f2 blanques cavall · g2 blanques peó · h2 blanques peó · g1 blanques rei | a8 blanques torre · c8 negres alfil · e8 negres rei · h8 negres torre · a7 blanques torre · d7 negres cavall · g7 negres alfil · c6 negres dama · d6 blanques peó · g6 negres peó · c5 blanques peó · e5 negres peó · h5 negres cavall · b4 negres peó · f4 negres peó · h4 negres peó · e3 blanques alfil · f3 blanques peó · b2 blanques peó · d2 blanques dama · f2 blanques cavall · g2 blanques peó · h2 blanques peó · g1 blanques rei | a8 blanques torre · c8 negres alfil · e8 negres rei · h8 negres torre · a7 blanques torre · d7 negres cavall · g7 negres alfil · c6 negres dama · d6 blanques peó · g6 negres peó · c5 blanques peó · e5 negres peó · h5 negres cavall · b4 negres peó · f4 negres peó · h4 negres peó · e3 blanques alfil · f3 blanques peó · b2 blanques peó · d2 blanques dama · f2 blanques cavall · g2 blanques peó · h2 blanques peó · g1 blanques rei | a8 blanques torre · c8 negres alfil · e8 negres rei · h8 negres torre · a7 blanques torre · d7 negres cavall · g7 negres alfil · c6 negres dama · d6 blanques peó · g6 negres peó · c5 blanques peó · e5 negres peó · h5 negres cavall · b4 negres peó · f4 negres peó · h4 negres peó · e3 blanques alfil · f3 blanques peó · b2 blanques peó · d2 blanques dama · f2 blanques cavall · g2 blanques peó · h2 blanques peó · g1 blanques rei | a8 blanques torre · c8 negres alfil · e8 negres rei · h8 negres torre · a7 blanques torre · d7 negres cavall · g7 negres alfil · c6 negres dama · d6 blanques peó · g6 negres peó · c5 blanques peó · e5 negres peó · h5 negres cavall · b4 negres peó · f4 negres peó · h4 negres peó · e3 blanques alfil · f3 blanques peó · b2 blanques peó · d2 blanques dama · f2 blanques cavall · g2 blanques peó · h2 blanques peó · g1 blanques rei | a8 blanques torre · c8 negres alfil · e8 negres rei · h8 negres torre · a7 blanques torre · d7 negres cavall · g7 negres alfil · c6 negres dama · d6 blanques peó · g6 negres peó · c5 blanques peó · e5 negres peó · h5 negres cavall · b4 negres peó · f4 negres peó · h4 negres peó · e3 blanques alfil · f3 blanques peó · b2 blanques peó · d2 blanques dama · f2 blanques cavall · g2 blanques peó · h2 blanques peó · g1 blanques rei | 7 |
| 6 | a8 blanques torre · c8 negres alfil · e8 negres rei · h8 negres torre · a7 blanques torre · d7 negres cavall · g7 negres alfil · c6 negres dama · d6 blanques peó · g6 negres peó · c5 blanques peó · e5 negres peó · h5 negres cavall · b4 negres peó · f4 negres peó · h4 negres peó · e3 blanques alfil · f3 blanques peó · b2 blanques peó · d2 blanques dama · f2 blanques cavall · g2 blanques peó · h2 blanques peó · g1 blanques rei | a8 blanques torre · c8 negres alfil · e8 negres rei · h8 negres torre · a7 blanques torre · d7 negres cavall · g7 negres alfil · c6 negres dama · d6 blanques peó · g6 negres peó · c5 blanques peó · e5 negres peó · h5 negres cavall · b4 negres peó · f4 negres peó · h4 negres peó · e3 blanques alfil · f3 blanques peó · b2 blanques peó · d2 blanques dama · f2 blanques cavall · g2 blanques peó · h2 blanques peó · g1 blanques rei | a8 blanques torre · c8 negres alfil · e8 negres rei · h8 negres torre · a7 blanques torre · d7 negres cavall · g7 negres alfil · c6 negres dama · d6 blanques peó · g6 negres peó · c5 blanques peó · e5 negres peó · h5 negres cavall · b4 negres peó · f4 negres peó · h4 negres peó · e3 blanques alfil · f3 blanques peó · b2 blanques peó · d2 blanques dama · f2 blanques cavall · g2 blanques peó · h2 blanques peó · g1 blanques rei | a8 blanques torre · c8 negres alfil · e8 negres rei · h8 negres torre · a7 blanques torre · d7 negres cavall · g7 negres alfil · c6 negres dama · d6 blanques peó · g6 negres peó · c5 blanques peó · e5 negres peó · h5 negres cavall · b4 negres peó · f4 negres peó · h4 negres peó · e3 blanques alfil · f3 blanques peó · b2 blanques peó · d2 blanques dama · f2 blanques cavall · g2 blanques peó · h2 blanques peó · g1 blanques rei | a8 blanques torre · c8 negres alfil · e8 negres rei · h8 negres torre · a7 blanques torre · d7 negres cavall · g7 negres alfil · c6 negres dama · d6 blanques peó · g6 negres peó · c5 blanques peó · e5 negres peó · h5 negres cavall · b4 negres peó · f4 negres peó · h4 negres peó · e3 blanques alfil · f3 blanques peó · b2 blanques peó · d2 blanques dama · f2 blanques cavall · g2 blanques peó · h2 blanques peó · g1 blanques rei | a8 blanques torre · c8 negres alfil · e8 negres rei · h8 negres torre · a7 blanques torre · d7 negres cavall · g7 negres alfil · c6 negres dama · d6 blanques peó · g6 negres peó · c5 blanques peó · e5 negres peó · h5 negres cavall · b4 negres peó · f4 negres peó · h4 negres peó · e3 blanques alfil · f3 blanques peó · b2 blanques peó · d2 blanques dama · f2 blanques cavall · g2 blanques peó · h2 blanques peó · g1 blanques rei | a8 blanques torre · c8 negres alfil · e8 negres rei · h8 negres torre · a7 blanques torre · d7 negres cavall · g7 negres alfil · c6 negres dama · d6 blanques peó · g6 negres peó · c5 blanques peó · e5 negres peó · h5 negres cavall · b4 negres peó · f4 negres peó · h4 negres peó · e3 blanques alfil · f3 blanques peó · b2 blanques peó · d2 blanques dama · f2 blanques cavall · g2 blanques peó · h2 blanques peó · g1 blanques rei | a8 blanques torre · c8 negres alfil · e8 negres rei · h8 negres torre · a7 blanques torre · d7 negres cavall · g7 negres alfil · c6 negres dama · d6 blanques peó · g6 negres peó · c5 blanques peó · e5 negres peó · h5 negres cavall · b4 negres peó · f4 negres peó · h4 negres peó · e3 blanques alfil · f3 blanques peó · b2 blanques peó · d2 blanques dama · f2 blanques cavall · g2 blanques peó · h2 blanques peó · g1 blanques rei | 6 |
| 5 | a8 blanques torre · c8 negres alfil · e8 negres rei · h8 negres torre · a7 blanques torre · d7 negres cavall · g7 negres alfil · c6 negres dama · d6 blanques peó · g6 negres peó · c5 blanques peó · e5 negres peó · h5 negres cavall · b4 negres peó · f4 negres peó · h4 negres peó · e3 blanques alfil · f3 blanques peó · b2 blanques peó · d2 blanques dama · f2 blanques cavall · g2 blanques peó · h2 blanques peó · g1 blanques rei | a8 blanques torre · c8 negres alfil · e8 negres rei · h8 negres torre · a7 blanques torre · d7 negres cavall · g7 negres alfil · c6 negres dama · d6 blanques peó · g6 negres peó · c5 blanques peó · e5 negres peó · h5 negres cavall · b4 negres peó · f4 negres peó · h4 negres peó · e3 blanques alfil · f3 blanques peó · b2 blanques peó · d2 blanques dama · f2 blanques cavall · g2 blanques peó · h2 blanques peó · g1 blanques rei | a8 blanques torre · c8 negres alfil · e8 negres rei · h8 negres torre · a7 blanques torre · d7 negres cavall · g7 negres alfil · c6 negres dama · d6 blanques peó · g6 negres peó · c5 blanques peó · e5 negres peó · h5 negres cavall · b4 negres peó · f4 negres peó · h4 negres peó · e3 blanques alfil · f3 blanques peó · b2 blanques peó · d2 blanques dama · f2 blanques cavall · g2 blanques peó · h2 blanques peó · g1 blanques rei | a8 blanques torre · c8 negres alfil · e8 negres rei · h8 negres torre · a7 blanques torre · d7 negres cavall · g7 negres alfil · c6 negres dama · d6 blanques peó · g6 negres peó · c5 blanques peó · e5 negres peó · h5 negres cavall · b4 negres peó · f4 negres peó · h4 negres peó · e3 blanques alfil · f3 blanques peó · b2 blanques peó · d2 blanques dama · f2 blanques cavall · g2 blanques peó · h2 blanques peó · g1 blanques rei | a8 blanques torre · c8 negres alfil · e8 negres rei · h8 negres torre · a7 blanques torre · d7 negres cavall · g7 negres alfil · c6 negres dama · d6 blanques peó · g6 negres peó · c5 blanques peó · e5 negres peó · h5 negres cavall · b4 negres peó · f4 negres peó · h4 negres peó · e3 blanques alfil · f3 blanques peó · b2 blanques peó · d2 blanques dama · f2 blanques cavall · g2 blanques peó · h2 blanques peó · g1 blanques rei | a8 blanques torre · c8 negres alfil · e8 negres rei · h8 negres torre · a7 blanques torre · d7 negres cavall · g7 negres alfil · c6 negres dama · d6 blanques peó · g6 negres peó · c5 blanques peó · e5 negres peó · h5 negres cavall · b4 negres peó · f4 negres peó · h4 negres peó · e3 blanques alfil · f3 blanques peó · b2 blanques peó · d2 blanques dama · f2 blanques cavall · g2 blanques peó · h2 blanques peó · g1 blanques rei | a8 blanques torre · c8 negres alfil · e8 negres rei · h8 negres torre · a7 blanques torre · d7 negres cavall · g7 negres alfil · c6 negres dama · d6 blanques peó · g6 negres peó · c5 blanques peó · e5 negres peó · h5 negres cavall · b4 negres peó · f4 negres peó · h4 negres peó · e3 blanques alfil · f3 blanques peó · b2 blanques peó · d2 blanques dama · f2 blanques cavall · g2 blanques peó · h2 blanques peó · g1 blanques rei | a8 blanques torre · c8 negres alfil · e8 negres rei · h8 negres torre · a7 blanques torre · d7 negres cavall · g7 negres alfil · c6 negres dama · d6 blanques peó · g6 negres peó · c5 blanques peó · e5 negres peó · h5 negres cavall · b4 negres peó · f4 negres peó · h4 negres peó · e3 blanques alfil · f3 blanques peó · b2 blanques peó · d2 blanques dama · f2 blanques cavall · g2 blanques peó · h2 blanques peó · g1 blanques rei | 5 |
| 4 | a8 blanques torre · c8 negres alfil · e8 negres rei · h8 negres torre · a7 blanques torre · d7 negres cavall · g7 negres alfil · c6 negres dama · d6 blanques peó · g6 negres peó · c5 blanques peó · e5 negres peó · h5 negres cavall · b4 negres peó · f4 negres peó · h4 negres peó · e3 blanques alfil · f3 blanques peó · b2 blanques peó · d2 blanques dama · f2 blanques cavall · g2 blanques peó · h2 blanques peó · g1 blanques rei | a8 blanques torre · c8 negres alfil · e8 negres rei · h8 negres torre · a7 blanques torre · d7 negres cavall · g7 negres alfil · c6 negres dama · d6 blanques peó · g6 negres peó · c5 blanques peó · e5 negres peó · h5 negres cavall · b4 negres peó · f4 negres peó · h4 negres peó · e3 blanques alfil · f3 blanques peó · b2 blanques peó · d2 blanques dama · f2 blanques cavall · g2 blanques peó · h2 blanques peó · g1 blanques rei | a8 blanques torre · c8 negres alfil · e8 negres rei · h8 negres torre · a7 blanques torre · d7 negres cavall · g7 negres alfil · c6 negres dama · d6 blanques peó · g6 negres peó · c5 blanques peó · e5 negres peó · h5 negres cavall · b4 negres peó · f4 negres peó · h4 negres peó · e3 blanques alfil · f3 blanques peó · b2 blanques peó · d2 blanques dama · f2 blanques cavall · g2 blanques peó · h2 blanques peó · g1 blanques rei | a8 blanques torre · c8 negres alfil · e8 negres rei · h8 negres torre · a7 blanques torre · d7 negres cavall · g7 negres alfil · c6 negres dama · d6 blanques peó · g6 negres peó · c5 blanques peó · e5 negres peó · h5 negres cavall · b4 negres peó · f4 negres peó · h4 negres peó · e3 blanques alfil · f3 blanques peó · b2 blanques peó · d2 blanques dama · f2 blanques cavall · g2 blanques peó · h2 blanques peó · g1 blanques rei | a8 blanques torre · c8 negres alfil · e8 negres rei · h8 negres torre · a7 blanques torre · d7 negres cavall · g7 negres alfil · c6 negres dama · d6 blanques peó · g6 negres peó · c5 blanques peó · e5 negres peó · h5 negres cavall · b4 negres peó · f4 negres peó · h4 negres peó · e3 blanques alfil · f3 blanques peó · b2 blanques peó · d2 blanques dama · f2 blanques cavall · g2 blanques peó · h2 blanques peó · g1 blanques rei | a8 blanques torre · c8 negres alfil · e8 negres rei · h8 negres torre · a7 blanques torre · d7 negres cavall · g7 negres alfil · c6 negres dama · d6 blanques peó · g6 negres peó · c5 blanques peó · e5 negres peó · h5 negres cavall · b4 negres peó · f4 negres peó · h4 negres peó · e3 blanques alfil · f3 blanques peó · b2 blanques peó · d2 blanques dama · f2 blanques cavall · g2 blanques peó · h2 blanques peó · g1 blanques rei | a8 blanques torre · c8 negres alfil · e8 negres rei · h8 negres torre · a7 blanques torre · d7 negres cavall · g7 negres alfil · c6 negres dama · d6 blanques peó · g6 negres peó · c5 blanques peó · e5 negres peó · h5 negres cavall · b4 negres peó · f4 negres peó · h4 negres peó · e3 blanques alfil · f3 blanques peó · b2 blanques peó · d2 blanques dama · f2 blanques cavall · g2 blanques peó · h2 blanques peó · g1 blanques rei | a8 blanques torre · c8 negres alfil · e8 negres rei · h8 negres torre · a7 blanques torre · d7 negres cavall · g7 negres alfil · c6 negres dama · d6 blanques peó · g6 negres peó · c5 blanques peó · e5 negres peó · h5 negres cavall · b4 negres peó · f4 negres peó · h4 negres peó · e3 blanques alfil · f3 blanques peó · b2 blanques peó · d2 blanques dama · f2 blanques cavall · g2 blanques peó · h2 blanques peó · g1 blanques rei | 4 |
| 3 | a8 blanques torre · c8 negres alfil · e8 negres rei · h8 negres torre · a7 blanques torre · d7 negres cavall · g7 negres alfil · c6 negres dama · d6 blanques peó · g6 negres peó · c5 blanques peó · e5 negres peó · h5 negres cavall · b4 negres peó · f4 negres peó · h4 negres peó · e3 blanques alfil · f3 blanques peó · b2 blanques peó · d2 blanques dama · f2 blanques cavall · g2 blanques peó · h2 blanques peó · g1 blanques rei | a8 blanques torre · c8 negres alfil · e8 negres rei · h8 negres torre · a7 blanques torre · d7 negres cavall · g7 negres alfil · c6 negres dama · d6 blanques peó · g6 negres peó · c5 blanques peó · e5 negres peó · h5 negres cavall · b4 negres peó · f4 negres peó · h4 negres peó · e3 blanques alfil · f3 blanques peó · b2 blanques peó · d2 blanques dama · f2 blanques cavall · g2 blanques peó · h2 blanques peó · g1 blanques rei | a8 blanques torre · c8 negres alfil · e8 negres rei · h8 negres torre · a7 blanques torre · d7 negres cavall · g7 negres alfil · c6 negres dama · d6 blanques peó · g6 negres peó · c5 blanques peó · e5 negres peó · h5 negres cavall · b4 negres peó · f4 negres peó · h4 negres peó · e3 blanques alfil · f3 blanques peó · b2 blanques peó · d2 blanques dama · f2 blanques cavall · g2 blanques peó · h2 blanques peó · g1 blanques rei | a8 blanques torre · c8 negres alfil · e8 negres rei · h8 negres torre · a7 blanques torre · d7 negres cavall · g7 negres alfil · c6 negres dama · d6 blanques peó · g6 negres peó · c5 blanques peó · e5 negres peó · h5 negres cavall · b4 negres peó · f4 negres peó · h4 negres peó · e3 blanques alfil · f3 blanques peó · b2 blanques peó · d2 blanques dama · f2 blanques cavall · g2 blanques peó · h2 blanques peó · g1 blanques rei | a8 blanques torre · c8 negres alfil · e8 negres rei · h8 negres torre · a7 blanques torre · d7 negres cavall · g7 negres alfil · c6 negres dama · d6 blanques peó · g6 negres peó · c5 blanques peó · e5 negres peó · h5 negres cavall · b4 negres peó · f4 negres peó · h4 negres peó · e3 blanques alfil · f3 blanques peó · b2 blanques peó · d2 blanques dama · f2 blanques cavall · g2 blanques peó · h2 blanques peó · g1 blanques rei | a8 blanques torre · c8 negres alfil · e8 negres rei · h8 negres torre · a7 blanques torre · d7 negres cavall · g7 negres alfil · c6 negres dama · d6 blanques peó · g6 negres peó · c5 blanques peó · e5 negres peó · h5 negres cavall · b4 negres peó · f4 negres peó · h4 negres peó · e3 blanques alfil · f3 blanques peó · b2 blanques peó · d2 blanques dama · f2 blanques cavall · g2 blanques peó · h2 blanques peó · g1 blanques rei | a8 blanques torre · c8 negres alfil · e8 negres rei · h8 negres torre · a7 blanques torre · d7 negres cavall · g7 negres alfil · c6 negres dama · d6 blanques peó · g6 negres peó · c5 blanques peó · e5 negres peó · h5 negres cavall · b4 negres peó · f4 negres peó · h4 negres peó · e3 blanques alfil · f3 blanques peó · b2 blanques peó · d2 blanques dama · f2 blanques cavall · g2 blanques peó · h2 blanques peó · g1 blanques rei | a8 blanques torre · c8 negres alfil · e8 negres rei · h8 negres torre · a7 blanques torre · d7 negres cavall · g7 negres alfil · c6 negres dama · d6 blanques peó · g6 negres peó · c5 blanques peó · e5 negres peó · h5 negres cavall · b4 negres peó · f4 negres peó · h4 negres peó · e3 blanques alfil · f3 blanques peó · b2 blanques peó · d2 blanques dama · f2 blanques cavall · g2 blanques peó · h2 blanques peó · g1 blanques rei | 3 |
| 2 | a8 blanques torre · c8 negres alfil · e8 negres rei · h8 negres torre · a7 blanques torre · d7 negres cavall · g7 negres alfil · c6 negres dama · d6 blanques peó · g6 negres peó · c5 blanques peó · e5 negres peó · h5 negres cavall · b4 negres peó · f4 negres peó · h4 negres peó · e3 blanques alfil · f3 blanques peó · b2 blanques peó · d2 blanques dama · f2 blanques cavall · g2 blanques peó · h2 blanques peó · g1 blanques rei | a8 blanques torre · c8 negres alfil · e8 negres rei · h8 negres torre · a7 blanques torre · d7 negres cavall · g7 negres alfil · c6 negres dama · d6 blanques peó · g6 negres peó · c5 blanques peó · e5 negres peó · h5 negres cavall · b4 negres peó · f4 negres peó · h4 negres peó · e3 blanques alfil · f3 blanques peó · b2 blanques peó · d2 blanques dama · f2 blanques cavall · g2 blanques peó · h2 blanques peó · g1 blanques rei | a8 blanques torre · c8 negres alfil · e8 negres rei · h8 negres torre · a7 blanques torre · d7 negres cavall · g7 negres alfil · c6 negres dama · d6 blanques peó · g6 negres peó · c5 blanques peó · e5 negres peó · h5 negres cavall · b4 negres peó · f4 negres peó · h4 negres peó · e3 blanques alfil · f3 blanques peó · b2 blanques peó · d2 blanques dama · f2 blanques cavall · g2 blanques peó · h2 blanques peó · g1 blanques rei | a8 blanques torre · c8 negres alfil · e8 negres rei · h8 negres torre · a7 blanques torre · d7 negres cavall · g7 negres alfil · c6 negres dama · d6 blanques peó · g6 negres peó · c5 blanques peó · e5 negres peó · h5 negres cavall · b4 negres peó · f4 negres peó · h4 negres peó · e3 blanques alfil · f3 blanques peó · b2 blanques peó · d2 blanques dama · f2 blanques cavall · g2 blanques peó · h2 blanques peó · g1 blanques rei | a8 blanques torre · c8 negres alfil · e8 negres rei · h8 negres torre · a7 blanques torre · d7 negres cavall · g7 negres alfil · c6 negres dama · d6 blanques peó · g6 negres peó · c5 blanques peó · e5 negres peó · h5 negres cavall · b4 negres peó · f4 negres peó · h4 negres peó · e3 blanques alfil · f3 blanques peó · b2 blanques peó · d2 blanques dama · f2 blanques cavall · g2 blanques peó · h2 blanques peó · g1 blanques rei | a8 blanques torre · c8 negres alfil · e8 negres rei · h8 negres torre · a7 blanques torre · d7 negres cavall · g7 negres alfil · c6 negres dama · d6 blanques peó · g6 negres peó · c5 blanques peó · e5 negres peó · h5 negres cavall · b4 negres peó · f4 negres peó · h4 negres peó · e3 blanques alfil · f3 blanques peó · b2 blanques peó · d2 blanques dama · f2 blanques cavall · g2 blanques peó · h2 blanques peó · g1 blanques rei | a8 blanques torre · c8 negres alfil · e8 negres rei · h8 negres torre · a7 blanques torre · d7 negres cavall · g7 negres alfil · c6 negres dama · d6 blanques peó · g6 negres peó · c5 blanques peó · e5 negres peó · h5 negres cavall · b4 negres peó · f4 negres peó · h4 negres peó · e3 blanques alfil · f3 blanques peó · b2 blanques peó · d2 blanques dama · f2 blanques cavall · g2 blanques peó · h2 blanques peó · g1 blanques rei | a8 blanques torre · c8 negres alfil · e8 negres rei · h8 negres torre · a7 blanques torre · d7 negres cavall · g7 negres alfil · c6 negres dama · d6 blanques peó · g6 negres peó · c5 blanques peó · e5 negres peó · h5 negres cavall · b4 negres peó · f4 negres peó · h4 negres peó · e3 blanques alfil · f3 blanques peó · b2 blanques peó · d2 blanques dama · f2 blanques cavall · g2 blanques peó · h2 blanques peó · g1 blanques rei | 2 |
| 1 | a8 blanques torre · c8 negres alfil · e8 negres rei · h8 negres torre · a7 blanques torre · d7 negres cavall · g7 negres alfil · c6 negres dama · d6 blanques peó · g6 negres peó · c5 blanques peó · e5 negres peó · h5 negres cavall · b4 negres peó · f4 negres peó · h4 negres peó · e3 blanques alfil · f3 blanques peó · b2 blanques peó · d2 blanques dama · f2 blanques cavall · g2 blanques peó · h2 blanques peó · g1 blanques rei | a8 blanques torre · c8 negres alfil · e8 negres rei · h8 negres torre · a7 blanques torre · d7 negres cavall · g7 negres alfil · c6 negres dama · d6 blanques peó · g6 negres peó · c5 blanques peó · e5 negres peó · h5 negres cavall · b4 negres peó · f4 negres peó · h4 negres peó · e3 blanques alfil · f3 blanques peó · b2 blanques peó · d2 blanques dama · f2 blanques cavall · g2 blanques peó · h2 blanques peó · g1 blanques rei | a8 blanques torre · c8 negres alfil · e8 negres rei · h8 negres torre · a7 blanques torre · d7 negres cavall · g7 negres alfil · c6 negres dama · d6 blanques peó · g6 negres peó · c5 blanques peó · e5 negres peó · h5 negres cavall · b4 negres peó · f4 negres peó · h4 negres peó · e3 blanques alfil · f3 blanques peó · b2 blanques peó · d2 blanques dama · f2 blanques cavall · g2 blanques peó · h2 blanques peó · g1 blanques rei | a8 blanques torre · c8 negres alfil · e8 negres rei · h8 negres torre · a7 blanques torre · d7 negres cavall · g7 negres alfil · c6 negres dama · d6 blanques peó · g6 negres peó · c5 blanques peó · e5 negres peó · h5 negres cavall · b4 negres peó · f4 negres peó · h4 negres peó · e3 blanques alfil · f3 blanques peó · b2 blanques peó · d2 blanques dama · f2 blanques cavall · g2 blanques peó · h2 blanques peó · g1 blanques rei | a8 blanques torre · c8 negres alfil · e8 negres rei · h8 negres torre · a7 blanques torre · d7 negres cavall · g7 negres alfil · c6 negres dama · d6 blanques peó · g6 negres peó · c5 blanques peó · e5 negres peó · h5 negres cavall · b4 negres peó · f4 negres peó · h4 negres peó · e3 blanques alfil · f3 blanques peó · b2 blanques peó · d2 blanques dama · f2 blanques cavall · g2 blanques peó · h2 blanques peó · g1 blanques rei | a8 blanques torre · c8 negres alfil · e8 negres rei · h8 negres torre · a7 blanques torre · d7 negres cavall · g7 negres alfil · c6 negres dama · d6 blanques peó · g6 negres peó · c5 blanques peó · e5 negres peó · h5 negres cavall · b4 negres peó · f4 negres peó · h4 negres peó · e3 blanques alfil · f3 blanques peó · b2 blanques peó · d2 blanques dama · f2 blanques cavall · g2 blanques peó · h2 blanques peó · g1 blanques rei | a8 blanques torre · c8 negres alfil · e8 negres rei · h8 negres torre · a7 blanques torre · d7 negres cavall · g7 negres alfil · c6 negres dama · d6 blanques peó · g6 negres peó · c5 blanques peó · e5 negres peó · h5 negres cavall · b4 negres peó · f4 negres peó · h4 negres peó · e3 blanques alfil · f3 blanques peó · b2 blanques peó · d2 blanques dama · f2 blanques cavall · g2 blanques peó · h2 blanques peó · g1 blanques rei | a8 blanques torre · c8 negres alfil · e8 negres rei · h8 negres torre · a7 blanques torre · d7 negres cavall · g7 negres alfil · c6 negres dama · d6 blanques peó · g6 negres peó · c5 blanques peó · e5 negres peó · h5 negres cavall · b4 negres peó · f4 negres peó · h4 negres peó · e3 blanques alfil · f3 blanques peó · b2 blanques peó · d2 blanques dama · f2 blanques cavall · g2 blanques peó · h2 blanques peó · g1 blanques rei | 1 |
|   | a | b | c | d | e | f | g | h |   |

|   | a | b | c | d | e | f | g | h |   |
| 8 | e8 negres dama · f8 negres rei · h8 negres torre · d7 blanques torre · g7 negres alfil · d6 blanques peó · e6 blanques dama · g6 negres peó · c5 blanques peó · e5 negres peó · h5 negres cavall · b4 negres peó · h4 negres peó · f3 blanques peó · b2 blanques peó · f2 negres peó · g2 blanques peó · h2 blanques peó · f1 blanques rei | e8 negres dama · f8 negres rei · h8 negres torre · d7 blanques torre · g7 negres alfil · d6 blanques peó · e6 blanques dama · g6 negres peó · c5 blanques peó · e5 negres peó · h5 negres cavall · b4 negres peó · h4 negres peó · f3 blanques peó · b2 blanques peó · f2 negres peó · g2 blanques peó · h2 blanques peó · f1 blanques rei | e8 negres dama · f8 negres rei · h8 negres torre · d7 blanques torre · g7 negres alfil · d6 blanques peó · e6 blanques dama · g6 negres peó · c5 blanques peó · e5 negres peó · h5 negres cavall · b4 negres peó · h4 negres peó · f3 blanques peó · b2 blanques peó · f2 negres peó · g2 blanques peó · h2 blanques peó · f1 blanques rei | e8 negres dama · f8 negres rei · h8 negres torre · d7 blanques torre · g7 negres alfil · d6 blanques peó · e6 blanques dama · g6 negres peó · c5 blanques peó · e5 negres peó · h5 negres cavall · b4 negres peó · h4 negres peó · f3 blanques peó · b2 blanques peó · f2 negres peó · g2 blanques peó · h2 blanques peó · f1 blanques rei | e8 negres dama · f8 negres rei · h8 negres torre · d7 blanques torre · g7 negres alfil · d6 blanques peó · e6 blanques dama · g6 negres peó · c5 blanques peó · e5 negres peó · h5 negres cavall · b4 negres peó · h4 negres peó · f3 blanques peó · b2 blanques peó · f2 negres peó · g2 blanques peó · h2 blanques peó · f1 blanques rei | e8 negres dama · f8 negres rei · h8 negres torre · d7 blanques torre · g7 negres alfil · d6 blanques peó · e6 blanques dama · g6 negres peó · c5 blanques peó · e5 negres peó · h5 negres cavall · b4 negres peó · h4 negres peó · f3 blanques peó · b2 blanques peó · f2 negres peó · g2 blanques peó · h2 blanques peó · f1 blanques rei | e8 negres dama · f8 negres rei · h8 negres torre · d7 blanques torre · g7 negres alfil · d6 blanques peó · e6 blanques dama · g6 negres peó · c5 blanques peó · e5 negres peó · h5 negres cavall · b4 negres peó · h4 negres peó · f3 blanques peó · b2 blanques peó · f2 negres peó · g2 blanques peó · h2 blanques peó · f1 blanques rei | e8 negres dama · f8 negres rei · h8 negres torre · d7 blanques torre · g7 negres alfil · d6 blanques peó · e6 blanques dama · g6 negres peó · c5 blanques peó · e5 negres peó · h5 negres cavall · b4 negres peó · h4 negres peó · f3 blanques peó · b2 blanques peó · f2 negres peó · g2 blanques peó · h2 blanques peó · f1 blanques rei | 8 |
| 7 | e8 negres dama · f8 negres rei · h8 negres torre · d7 blanques torre · g7 negres alfil · d6 blanques peó · e6 blanques dama · g6 negres peó · c5 blanques peó · e5 negres peó · h5 negres cavall · b4 negres peó · h4 negres peó · f3 blanques peó · b2 blanques peó · f2 negres peó · g2 blanques peó · h2 blanques peó · f1 blanques rei | e8 negres dama · f8 negres rei · h8 negres torre · d7 blanques torre · g7 negres alfil · d6 blanques peó · e6 blanques dama · g6 negres peó · c5 blanques peó · e5 negres peó · h5 negres cavall · b4 negres peó · h4 negres peó · f3 blanques peó · b2 blanques peó · f2 negres peó · g2 blanques peó · h2 blanques peó · f1 blanques rei | e8 negres dama · f8 negres rei · h8 negres torre · d7 blanques torre · g7 negres alfil · d6 blanques peó · e6 blanques dama · g6 negres peó · c5 blanques peó · e5 negres peó · h5 negres cavall · b4 negres peó · h4 negres peó · f3 blanques peó · b2 blanques peó · f2 negres peó · g2 blanques peó · h2 blanques peó · f1 blanques rei | e8 negres dama · f8 negres rei · h8 negres torre · d7 blanques torre · g7 negres alfil · d6 blanques peó · e6 blanques dama · g6 negres peó · c5 blanques peó · e5 negres peó · h5 negres cavall · b4 negres peó · h4 negres peó · f3 blanques peó · b2 blanques peó · f2 negres peó · g2 blanques peó · h2 blanques peó · f1 blanques rei | e8 negres dama · f8 negres rei · h8 negres torre · d7 blanques torre · g7 negres alfil · d6 blanques peó · e6 blanques dama · g6 negres peó · c5 blanques peó · e5 negres peó · h5 negres cavall · b4 negres peó · h4 negres peó · f3 blanques peó · b2 blanques peó · f2 negres peó · g2 blanques peó · h2 blanques peó · f1 blanques rei | e8 negres dama · f8 negres rei · h8 negres torre · d7 blanques torre · g7 negres alfil · d6 blanques peó · e6 blanques dama · g6 negres peó · c5 blanques peó · e5 negres peó · h5 negres cavall · b4 negres peó · h4 negres peó · f3 blanques peó · b2 blanques peó · f2 negres peó · g2 blanques peó · h2 blanques peó · f1 blanques rei | e8 negres dama · f8 negres rei · h8 negres torre · d7 blanques torre · g7 negres alfil · d6 blanques peó · e6 blanques dama · g6 negres peó · c5 blanques peó · e5 negres peó · h5 negres cavall · b4 negres peó · h4 negres peó · f3 blanques peó · b2 blanques peó · f2 negres peó · g2 blanques peó · h2 blanques peó · f1 blanques rei | e8 negres dama · f8 negres rei · h8 negres torre · d7 blanques torre · g7 negres alfil · d6 blanques peó · e6 blanques dama · g6 negres peó · c5 blanques peó · e5 negres peó · h5 negres cavall · b4 negres peó · h4 negres peó · f3 blanques peó · b2 blanques peó · f2 negres peó · g2 blanques peó · h2 blanques peó · f1 blanques rei | 7 |
| 6 | e8 negres dama · f8 negres rei · h8 negres torre · d7 blanques torre · g7 negres alfil · d6 blanques peó · e6 blanques dama · g6 negres peó · c5 blanques peó · e5 negres peó · h5 negres cavall · b4 negres peó · h4 negres peó · f3 blanques peó · b2 blanques peó · f2 negres peó · g2 blanques peó · h2 blanques peó · f1 blanques rei | e8 negres dama · f8 negres rei · h8 negres torre · d7 blanques torre · g7 negres alfil · d6 blanques peó · e6 blanques dama · g6 negres peó · c5 blanques peó · e5 negres peó · h5 negres cavall · b4 negres peó · h4 negres peó · f3 blanques peó · b2 blanques peó · f2 negres peó · g2 blanques peó · h2 blanques peó · f1 blanques rei | e8 negres dama · f8 negres rei · h8 negres torre · d7 blanques torre · g7 negres alfil · d6 blanques peó · e6 blanques dama · g6 negres peó · c5 blanques peó · e5 negres peó · h5 negres cavall · b4 negres peó · h4 negres peó · f3 blanques peó · b2 blanques peó · f2 negres peó · g2 blanques peó · h2 blanques peó · f1 blanques rei | e8 negres dama · f8 negres rei · h8 negres torre · d7 blanques torre · g7 negres alfil · d6 blanques peó · e6 blanques dama · g6 negres peó · c5 blanques peó · e5 negres peó · h5 negres cavall · b4 negres peó · h4 negres peó · f3 blanques peó · b2 blanques peó · f2 negres peó · g2 blanques peó · h2 blanques peó · f1 blanques rei | e8 negres dama · f8 negres rei · h8 negres torre · d7 blanques torre · g7 negres alfil · d6 blanques peó · e6 blanques dama · g6 negres peó · c5 blanques peó · e5 negres peó · h5 negres cavall · b4 negres peó · h4 negres peó · f3 blanques peó · b2 blanques peó · f2 negres peó · g2 blanques peó · h2 blanques peó · f1 blanques rei | e8 negres dama · f8 negres rei · h8 negres torre · d7 blanques torre · g7 negres alfil · d6 blanques peó · e6 blanques dama · g6 negres peó · c5 blanques peó · e5 negres peó · h5 negres cavall · b4 negres peó · h4 negres peó · f3 blanques peó · b2 blanques peó · f2 negres peó · g2 blanques peó · h2 blanques peó · f1 blanques rei | e8 negres dama · f8 negres rei · h8 negres torre · d7 blanques torre · g7 negres alfil · d6 blanques peó · e6 blanques dama · g6 negres peó · c5 blanques peó · e5 negres peó · h5 negres cavall · b4 negres peó · h4 negres peó · f3 blanques peó · b2 blanques peó · f2 negres peó · g2 blanques peó · h2 blanques peó · f1 blanques rei | e8 negres dama · f8 negres rei · h8 negres torre · d7 blanques torre · g7 negres alfil · d6 blanques peó · e6 blanques dama · g6 negres peó · c5 blanques peó · e5 negres peó · h5 negres cavall · b4 negres peó · h4 negres peó · f3 blanques peó · b2 blanques peó · f2 negres peó · g2 blanques peó · h2 blanques peó · f1 blanques rei | 6 |
| 5 | e8 negres dama · f8 negres rei · h8 negres torre · d7 blanques torre · g7 negres alfil · d6 blanques peó · e6 blanques dama · g6 negres peó · c5 blanques peó · e5 negres peó · h5 negres cavall · b4 negres peó · h4 negres peó · f3 blanques peó · b2 blanques peó · f2 negres peó · g2 blanques peó · h2 blanques peó · f1 blanques rei | e8 negres dama · f8 negres rei · h8 negres torre · d7 blanques torre · g7 negres alfil · d6 blanques peó · e6 blanques dama · g6 negres peó · c5 blanques peó · e5 negres peó · h5 negres cavall · b4 negres peó · h4 negres peó · f3 blanques peó · b2 blanques peó · f2 negres peó · g2 blanques peó · h2 blanques peó · f1 blanques rei | e8 negres dama · f8 negres rei · h8 negres torre · d7 blanques torre · g7 negres alfil · d6 blanques peó · e6 blanques dama · g6 negres peó · c5 blanques peó · e5 negres peó · h5 negres cavall · b4 negres peó · h4 negres peó · f3 blanques peó · b2 blanques peó · f2 negres peó · g2 blanques peó · h2 blanques peó · f1 blanques rei | e8 negres dama · f8 negres rei · h8 negres torre · d7 blanques torre · g7 negres alfil · d6 blanques peó · e6 blanques dama · g6 negres peó · c5 blanques peó · e5 negres peó · h5 negres cavall · b4 negres peó · h4 negres peó · f3 blanques peó · b2 blanques peó · f2 negres peó · g2 blanques peó · h2 blanques peó · f1 blanques rei | e8 negres dama · f8 negres rei · h8 negres torre · d7 blanques torre · g7 negres alfil · d6 blanques peó · e6 blanques dama · g6 negres peó · c5 blanques peó · e5 negres peó · h5 negres cavall · b4 negres peó · h4 negres peó · f3 blanques peó · b2 blanques peó · f2 negres peó · g2 blanques peó · h2 blanques peó · f1 blanques rei | e8 negres dama · f8 negres rei · h8 negres torre · d7 blanques torre · g7 negres alfil · d6 blanques peó · e6 blanques dama · g6 negres peó · c5 blanques peó · e5 negres peó · h5 negres cavall · b4 negres peó · h4 negres peó · f3 blanques peó · b2 blanques peó · f2 negres peó · g2 blanques peó · h2 blanques peó · f1 blanques rei | e8 negres dama · f8 negres rei · h8 negres torre · d7 blanques torre · g7 negres alfil · d6 blanques peó · e6 blanques dama · g6 negres peó · c5 blanques peó · e5 negres peó · h5 negres cavall · b4 negres peó · h4 negres peó · f3 blanques peó · b2 blanques peó · f2 negres peó · g2 blanques peó · h2 blanques peó · f1 blanques rei | e8 negres dama · f8 negres rei · h8 negres torre · d7 blanques torre · g7 negres alfil · d6 blanques peó · e6 blanques dama · g6 negres peó · c5 blanques peó · e5 negres peó · h5 negres cavall · b4 negres peó · h4 negres peó · f3 blanques peó · b2 blanques peó · f2 negres peó · g2 blanques peó · h2 blanques peó · f1 blanques rei | 5 |
| 4 | e8 negres dama · f8 negres rei · h8 negres torre · d7 blanques torre · g7 negres alfil · d6 blanques peó · e6 blanques dama · g6 negres peó · c5 blanques peó · e5 negres peó · h5 negres cavall · b4 negres peó · h4 negres peó · f3 blanques peó · b2 blanques peó · f2 negres peó · g2 blanques peó · h2 blanques peó · f1 blanques rei | e8 negres dama · f8 negres rei · h8 negres torre · d7 blanques torre · g7 negres alfil · d6 blanques peó · e6 blanques dama · g6 negres peó · c5 blanques peó · e5 negres peó · h5 negres cavall · b4 negres peó · h4 negres peó · f3 blanques peó · b2 blanques peó · f2 negres peó · g2 blanques peó · h2 blanques peó · f1 blanques rei | e8 negres dama · f8 negres rei · h8 negres torre · d7 blanques torre · g7 negres alfil · d6 blanques peó · e6 blanques dama · g6 negres peó · c5 blanques peó · e5 negres peó · h5 negres cavall · b4 negres peó · h4 negres peó · f3 blanques peó · b2 blanques peó · f2 negres peó · g2 blanques peó · h2 blanques peó · f1 blanques rei | e8 negres dama · f8 negres rei · h8 negres torre · d7 blanques torre · g7 negres alfil · d6 blanques peó · e6 blanques dama · g6 negres peó · c5 blanques peó · e5 negres peó · h5 negres cavall · b4 negres peó · h4 negres peó · f3 blanques peó · b2 blanques peó · f2 negres peó · g2 blanques peó · h2 blanques peó · f1 blanques rei | e8 negres dama · f8 negres rei · h8 negres torre · d7 blanques torre · g7 negres alfil · d6 blanques peó · e6 blanques dama · g6 negres peó · c5 blanques peó · e5 negres peó · h5 negres cavall · b4 negres peó · h4 negres peó · f3 blanques peó · b2 blanques peó · f2 negres peó · g2 blanques peó · h2 blanques peó · f1 blanques rei | e8 negres dama · f8 negres rei · h8 negres torre · d7 blanques torre · g7 negres alfil · d6 blanques peó · e6 blanques dama · g6 negres peó · c5 blanques peó · e5 negres peó · h5 negres cavall · b4 negres peó · h4 negres peó · f3 blanques peó · b2 blanques peó · f2 negres peó · g2 blanques peó · h2 blanques peó · f1 blanques rei | e8 negres dama · f8 negres rei · h8 negres torre · d7 blanques torre · g7 negres alfil · d6 blanques peó · e6 blanques dama · g6 negres peó · c5 blanques peó · e5 negres peó · h5 negres cavall · b4 negres peó · h4 negres peó · f3 blanques peó · b2 blanques peó · f2 negres peó · g2 blanques peó · h2 blanques peó · f1 blanques rei | e8 negres dama · f8 negres rei · h8 negres torre · d7 blanques torre · g7 negres alfil · d6 blanques peó · e6 blanques dama · g6 negres peó · c5 blanques peó · e5 negres peó · h5 negres cavall · b4 negres peó · h4 negres peó · f3 blanques peó · b2 blanques peó · f2 negres peó · g2 blanques peó · h2 blanques peó · f1 blanques rei | 4 |
| 3 | e8 negres dama · f8 negres rei · h8 negres torre · d7 blanques torre · g7 negres alfil · d6 blanques peó · e6 blanques dama · g6 negres peó · c5 blanques peó · e5 negres peó · h5 negres cavall · b4 negres peó · h4 negres peó · f3 blanques peó · b2 blanques peó · f2 negres peó · g2 blanques peó · h2 blanques peó · f1 blanques rei | e8 negres dama · f8 negres rei · h8 negres torre · d7 blanques torre · g7 negres alfil · d6 blanques peó · e6 blanques dama · g6 negres peó · c5 blanques peó · e5 negres peó · h5 negres cavall · b4 negres peó · h4 negres peó · f3 blanques peó · b2 blanques peó · f2 negres peó · g2 blanques peó · h2 blanques peó · f1 blanques rei | e8 negres dama · f8 negres rei · h8 negres torre · d7 blanques torre · g7 negres alfil · d6 blanques peó · e6 blanques dama · g6 negres peó · c5 blanques peó · e5 negres peó · h5 negres cavall · b4 negres peó · h4 negres peó · f3 blanques peó · b2 blanques peó · f2 negres peó · g2 blanques peó · h2 blanques peó · f1 blanques rei | e8 negres dama · f8 negres rei · h8 negres torre · d7 blanques torre · g7 negres alfil · d6 blanques peó · e6 blanques dama · g6 negres peó · c5 blanques peó · e5 negres peó · h5 negres cavall · b4 negres peó · h4 negres peó · f3 blanques peó · b2 blanques peó · f2 negres peó · g2 blanques peó · h2 blanques peó · f1 blanques rei | e8 negres dama · f8 negres rei · h8 negres torre · d7 blanques torre · g7 negres alfil · d6 blanques peó · e6 blanques dama · g6 negres peó · c5 blanques peó · e5 negres peó · h5 negres cavall · b4 negres peó · h4 negres peó · f3 blanques peó · b2 blanques peó · f2 negres peó · g2 blanques peó · h2 blanques peó · f1 blanques rei | e8 negres dama · f8 negres rei · h8 negres torre · d7 blanques torre · g7 negres alfil · d6 blanques peó · e6 blanques dama · g6 negres peó · c5 blanques peó · e5 negres peó · h5 negres cavall · b4 negres peó · h4 negres peó · f3 blanques peó · b2 blanques peó · f2 negres peó · g2 blanques peó · h2 blanques peó · f1 blanques rei | e8 negres dama · f8 negres rei · h8 negres torre · d7 blanques torre · g7 negres alfil · d6 blanques peó · e6 blanques dama · g6 negres peó · c5 blanques peó · e5 negres peó · h5 negres cavall · b4 negres peó · h4 negres peó · f3 blanques peó · b2 blanques peó · f2 negres peó · g2 blanques peó · h2 blanques peó · f1 blanques rei | e8 negres dama · f8 negres rei · h8 negres torre · d7 blanques torre · g7 negres alfil · d6 blanques peó · e6 blanques dama · g6 negres peó · c5 blanques peó · e5 negres peó · h5 negres cavall · b4 negres peó · h4 negres peó · f3 blanques peó · b2 blanques peó · f2 negres peó · g2 blanques peó · h2 blanques peó · f1 blanques rei | 3 |
| 2 | e8 negres dama · f8 negres rei · h8 negres torre · d7 blanques torre · g7 negres alfil · d6 blanques peó · e6 blanques dama · g6 negres peó · c5 blanques peó · e5 negres peó · h5 negres cavall · b4 negres peó · h4 negres peó · f3 blanques peó · b2 blanques peó · f2 negres peó · g2 blanques peó · h2 blanques peó · f1 blanques rei | e8 negres dama · f8 negres rei · h8 negres torre · d7 blanques torre · g7 negres alfil · d6 blanques peó · e6 blanques dama · g6 negres peó · c5 blanques peó · e5 negres peó · h5 negres cavall · b4 negres peó · h4 negres peó · f3 blanques peó · b2 blanques peó · f2 negres peó · g2 blanques peó · h2 blanques peó · f1 blanques rei | e8 negres dama · f8 negres rei · h8 negres torre · d7 blanques torre · g7 negres alfil · d6 blanques peó · e6 blanques dama · g6 negres peó · c5 blanques peó · e5 negres peó · h5 negres cavall · b4 negres peó · h4 negres peó · f3 blanques peó · b2 blanques peó · f2 negres peó · g2 blanques peó · h2 blanques peó · f1 blanques rei | e8 negres dama · f8 negres rei · h8 negres torre · d7 blanques torre · g7 negres alfil · d6 blanques peó · e6 blanques dama · g6 negres peó · c5 blanques peó · e5 negres peó · h5 negres cavall · b4 negres peó · h4 negres peó · f3 blanques peó · b2 blanques peó · f2 negres peó · g2 blanques peó · h2 blanques peó · f1 blanques rei | e8 negres dama · f8 negres rei · h8 negres torre · d7 blanques torre · g7 negres alfil · d6 blanques peó · e6 blanques dama · g6 negres peó · c5 blanques peó · e5 negres peó · h5 negres cavall · b4 negres peó · h4 negres peó · f3 blanques peó · b2 blanques peó · f2 negres peó · g2 blanques peó · h2 blanques peó · f1 blanques rei | e8 negres dama · f8 negres rei · h8 negres torre · d7 blanques torre · g7 negres alfil · d6 blanques peó · e6 blanques dama · g6 negres peó · c5 blanques peó · e5 negres peó · h5 negres cavall · b4 negres peó · h4 negres peó · f3 blanques peó · b2 blanques peó · f2 negres peó · g2 blanques peó · h2 blanques peó · f1 blanques rei | e8 negres dama · f8 negres rei · h8 negres torre · d7 blanques torre · g7 negres alfil · d6 blanques peó · e6 blanques dama · g6 negres peó · c5 blanques peó · e5 negres peó · h5 negres cavall · b4 negres peó · h4 negres peó · f3 blanques peó · b2 blanques peó · f2 negres peó · g2 blanques peó · h2 blanques peó · f1 blanques rei | e8 negres dama · f8 negres rei · h8 negres torre · d7 blanques torre · g7 negres alfil · d6 blanques peó · e6 blanques dama · g6 negres peó · c5 blanques peó · e5 negres peó · h5 negres cavall · b4 negres peó · h4 negres peó · f3 blanques peó · b2 blanques peó · f2 negres peó · g2 blanques peó · h2 blanques peó · f1 blanques rei | 2 |
| 1 | e8 negres dama · f8 negres rei · h8 negres torre · d7 blanques torre · g7 negres alfil · d6 blanques peó · e6 blanques dama · g6 negres peó · c5 blanques peó · e5 negres peó · h5 negres cavall · b4 negres peó · h4 negres peó · f3 blanques peó · b2 blanques peó · f2 negres peó · g2 blanques peó · h2 blanques peó · f1 blanques rei | e8 negres dama · f8 negres rei · h8 negres torre · d7 blanques torre · g7 negres alfil · d6 blanques peó · e6 blanques dama · g6 negres peó · c5 blanques peó · e5 negres peó · h5 negres cavall · b4 negres peó · h4 negres peó · f3 blanques peó · b2 blanques peó · f2 negres peó · g2 blanques peó · h2 blanques peó · f1 blanques rei | e8 negres dama · f8 negres rei · h8 negres torre · d7 blanques torre · g7 negres alfil · d6 blanques peó · e6 blanques dama · g6 negres peó · c5 blanques peó · e5 negres peó · h5 negres cavall · b4 negres peó · h4 negres peó · f3 blanques peó · b2 blanques peó · f2 negres peó · g2 blanques peó · h2 blanques peó · f1 blanques rei | e8 negres dama · f8 negres rei · h8 negres torre · d7 blanques torre · g7 negres alfil · d6 blanques peó · e6 blanques dama · g6 negres peó · c5 blanques peó · e5 negres peó · h5 negres cavall · b4 negres peó · h4 negres peó · f3 blanques peó · b2 blanques peó · f2 negres peó · g2 blanques peó · h2 blanques peó · f1 blanques rei | e8 negres dama · f8 negres rei · h8 negres torre · d7 blanques torre · g7 negres alfil · d6 blanques peó · e6 blanques dama · g6 negres peó · c5 blanques peó · e5 negres peó · h5 negres cavall · b4 negres peó · h4 negres peó · f3 blanques peó · b2 blanques peó · f2 negres peó · g2 blanques peó · h2 blanques peó · f1 blanques rei | e8 negres dama · f8 negres rei · h8 negres torre · d7 blanques torre · g7 negres alfil · d6 blanques peó · e6 blanques dama · g6 negres peó · c5 blanques peó · e5 negres peó · h5 negres cavall · b4 negres peó · h4 negres peó · f3 blanques peó · b2 blanques peó · f2 negres peó · g2 blanques peó · h2 blanques peó · f1 blanques rei | e8 negres dama · f8 negres rei · h8 negres torre · d7 blanques torre · g7 negres alfil · d6 blanques peó · e6 blanques dama · g6 negres peó · c5 blanques peó · e5 negres peó · h5 negres cavall · b4 negres peó · h4 negres peó · f3 blanques peó · b2 blanques peó · f2 negres peó · g2 blanques peó · h2 blanques peó · f1 blanques rei | e8 negres dama · f8 negres rei · h8 negres torre · d7 blanques torre · g7 negres alfil · d6 blanques peó · e6 blanques dama · g6 negres peó · c5 blanques peó · e5 negres peó · h5 negres cavall · b4 negres peó · h4 negres peó · f3 blanques peó · b2 blanques peó · f2 negres peó · g2 blanques peó · h2 blanques peó · f1 blanques rei | 1 |
|   | a | b | c | d | e | f | g | h |   |

L'equip de jutges de Chess Informant va votar la següent partida com la segona millor de les 666 del Volum 59 de Chess Informant. Larry Christiansen la va votar com la seva sisena millor partida d'atac dels 1990. Yasser Seirawan va escriure, "Pots imaginar una partida en què sacrifiquis... totes les teves peces? Afegeix a això la promoció de dos peons i llavors tindras la partida somniada!.
Serper-Ioannis Nikolaidis, Obert de Sant Petersburg 1993
1.c4 g6 2.e4 Ag7 3.d4 d6 4.Cc3 Cf6 5.Cge2 Cbd7 6.Cg3 c6 7.Ae2 a6 8.Ae3 h5 9.f3 b5 10.c5 dxc5 11.dxc5 Dc7 12.O-O h4 13.Ch1 Ch5 14.Dd2 e5 15.Cf2 Cf8?
en Seirawan recomana 15...Cf4 16.Cd3! Ah6 17.a4! amb avantatge per les blanques.
16.a4 b4 17.Nd5!
En lloc de les tranquil·les 17.Ccd1 o 17.Ca2, les blanques sacrifiquen una peça per obtenir peons passats i lligats a la cinquena fila.
cxd5 18.exd5 f5 19.d6 19.Dxb4 permetria a les negres obtenir complicacions amb 19...Tb8 20.Da3 e4 amb una posició obscura. Dc6 20.Ab5!!
Un altre sacrifici per evitar que les negres estableixin un bloqueig efectiu.
axb5 21.axb5 Dxb5
Les negres retornen una mica de material per tal de bloquejar el peó blanc. Les blanques estarien guanyant després de 21...Db7 22.c6 Txa1 23.cxb7 Txf1+ 24.Rxf1 Axb7 25.Cd3 Cd7 26.Dc2 e4 27.Dc7, o bé 22...Db8 23.b6 Txa1 24.Txa1 Ad7 25.Dd5! Cf6 26.c7.
22.RTxa8 Dc6 23.Tfa1! f4 24.R1a7! Cd7
No 24...fxe3? 25.Dd5! Dxd5 26.Txc8#.
Ara les negres intenten portar el seu rei a lloc segur tot enrocant, de manera que les blanques sacrifiquen més material.
25.Txc8+!! Dxc8 26.Dd5! fxe3 27.De6+ Rf8 28.Txd7! exf2+ 29.Rf1 De8 30.Rf7+!
Encara un altre sacrifici per permetre que el peó-d de les blanques promocioni. Després de 30.Dxe8+? Rxe8 31.Te7+ Rf8 32.c6 Cg3+! 33.Rxf2 Cxf5, les blanques no podrien avançar els seus peons passats.
Dxf7 31.Dc8+ De8 32.d7 Rf7 33.dxe8=D+ Txe8 34.Db7+ Te7 35.c6! e4! 36.c7 e3 37.Dd5+ Rf6 38.Dd6+ Rf7 39.Dd5+ Rf6 40.Dd6+ Rf7 41.Dxe7+ Rxe7 42.c8=D Ah6 43.Dc5+ Re8 44.Db5+ Rd8 45.Db6+ Rd7 46.Dxg6 e2+ 47.Rxf2 Ae3+! 48.Re1! 1–0
Comentaris basats en notes de Christiansen, Serper, i Seirawan.